# Créteil
Ne doit pas être confondu avec Creil.
Créteil (prononcé : /kʁe.tɛj/) est une ville de la banlieue à environ 5 km au sud-est de Paris, préfecture du département du Val-de-Marne en région Île-de-France.
La commune est le siège du diocèse de Créteil depuis 1966. En 2015, Créteil était la huitième commune de la région Île-de-France et la deuxième plus peuplée du département du Val-de-Marne après Vitry-sur-Seine.
Petite ville au caractère champêtre jusqu'à la Seconde Guerre mondiale, Créteil connaît une forte urbanisation à partir de 1955 avec la construction du quartier du Mont-Mesly par l'architecte Charles-Gustave Stoskopf, prélude à l'édification de nombreux autres. Créteil devient le chef-lieu du nouveau département du Val-de-Marne par un décret d'application de 1965 et bénéficie alors d'un programme d'urbanisme particulier baptisé « Nouveau Créteil » incluant tous les bâtiments administratifs incombant à son nouveau statut : hôpital Henri-Mondor, préfecture, hôtel de ville, palais de justice.
La ville présente un patrimoine environnemental de qualité, notamment grâce à son lac de 42 hectares, au bord de Marne et au niveau « 4 fleurs » avec la mention « Grand Prix » obtenu au concours des villes et villages fleuris depuis 1984. Créteil dispose d'un patrimoine naturel de qualité avec son lac et les bords de la Marne aménagés de zones de promenade. Avec ses 180 hectares d’espaces verts dont l’Île de Loisirs, le Parc Dupeyroux, le Jardin de la Côte-d’Or et le Parc de la Brèche, la commune a fait le choix d’une végétation très diversifiée mêlant plus de 70 espèces d’arbres différentes. Plantes vivaces, graminées, bulbes et arbustes contribuent à embellir la ville grâce au savoir-faire des jardiniers municipaux. Une thématique annuelle sert de fil conducteur à la conception et à la réalisation des aménagements floraux.
Labellisée « 4 Fleurs » depuis 1984, la ville grandit et n’a cessé d’améliorer sa gestion en intégrant des méthodes horticoles durables comme la réduction des déchets verts, la végétalisation des pieds d’arbres, la mise à disposition d’espaces de jardins partagés ou encore l’utilisation d’engrais verts. En 2022, le Prix national de la stratégie d’aménagement paysager est venu récompenser son projet de requalification urbaine et paysagère, qui s’inscrit dans une réflexion globale de modernisation et d’adaptation aux enjeux climatiques.
Les Cristoliens et Cristoliennes sont impliqués dans cette démarche. Ainsi, une charte des « Jardiniers durables » encadre les jardins familiaux, le Concours des balcons et maisons fleuris récompense les particuliers et l’événement « Parcs et jardins en fête » propose chaque année des jardins éphémères, ateliers et expositions de décorations florales.

## Géographie

### Situation géographique
Créteil est située au centre du département du Val-de-Marne, au cœur de l'agglomération parisienne. Elle se trouve à onze kilomètres au sud-est (cap de 131°) du centre de  Paris (Point zéro sur le parvis Notre-Dame).

### Communes limitrophes
Les communes limitrophes sont Maisons-Alfort et Alfortville à l'ouest, Saint-Maur-des-Fossés et Bonneuil-sur-Marne à l'est, Limeil-Brévannes, Valenton et Choisy-le-Roi au sud.
| Maisons-Alfort              | Maisons-Alfort | Saint-Maur-des-Fossés                     |
| Maisons-Alfort, Alfortville | Créteil        | Saint-Maur-des-Fossés, Bonneuil-sur-Marne |
| Choisy-le-Roi               | Valenton       | Bonneuil-sur-Marne, Limeil-Brévannes      |

### Topographie

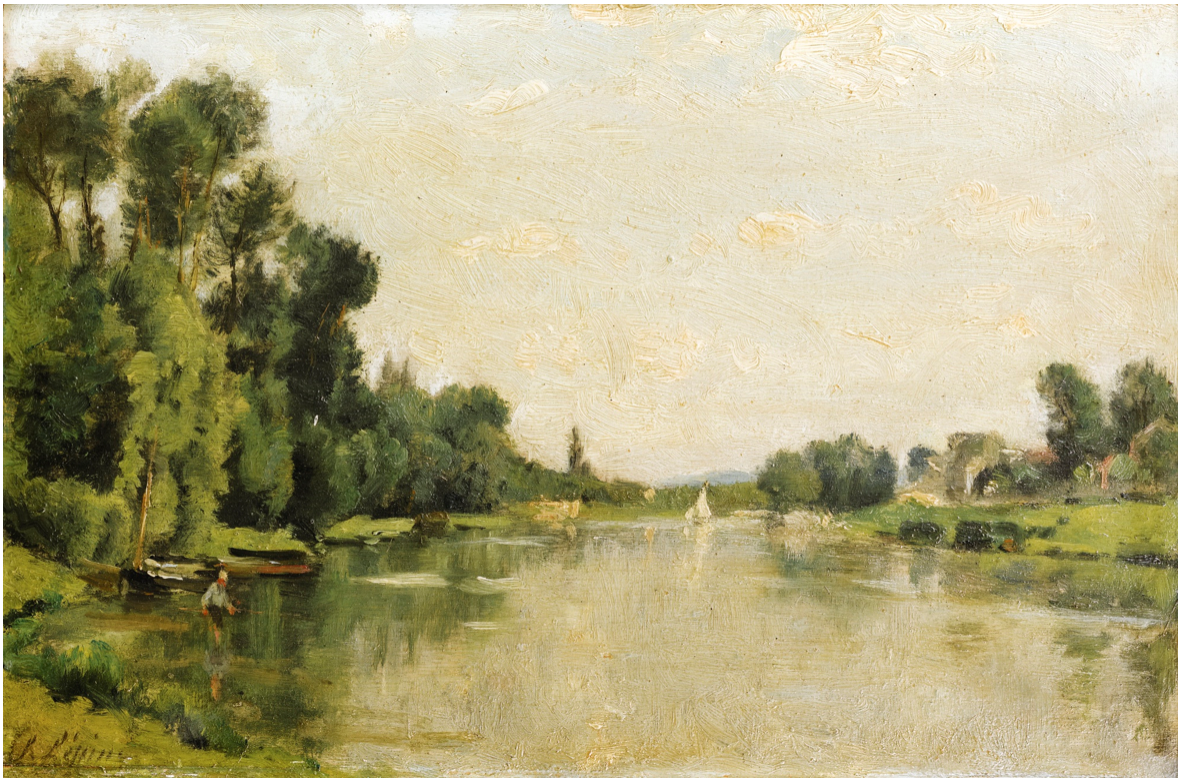
La Marne entre Créteil et Saint-Maur
Stanislas Lépine
Collection privée, Vente 2018

Créteil est établie sur un terrain relativement plat compris entre les vallées de la Seine à l'ouest et de la Marne  à l'est. La commune est d'ailleurs arrosée directement, sur sa limite orientale, par la Marne qui y achève sa dernière boucle avant son confluent avec la Seine à Alfortville.
Des crues importantes de la Marne ont marqué l'histoire de la commune notamment en 1658, 1740, 1802, 1817, 1837, 1840, 1841, 1892, 1896, 1910, 1919, 1920, 1924, 1930, 1944, 1955, 1959 et 1970. Des crues de la Seine furent également importantes en 1830 et en 1910 notamment. Dans l'attente de la crue centennale qui pourrait causer d'importants dégâts, la ville s'est dotée d'un lac artificiel urbain d'environ 40 hectares situé au sud-ouest de la commune : le lac de Créteil. Il s'agit d'une ancienne sablière reconvertie en lac au milieu des années 1970.

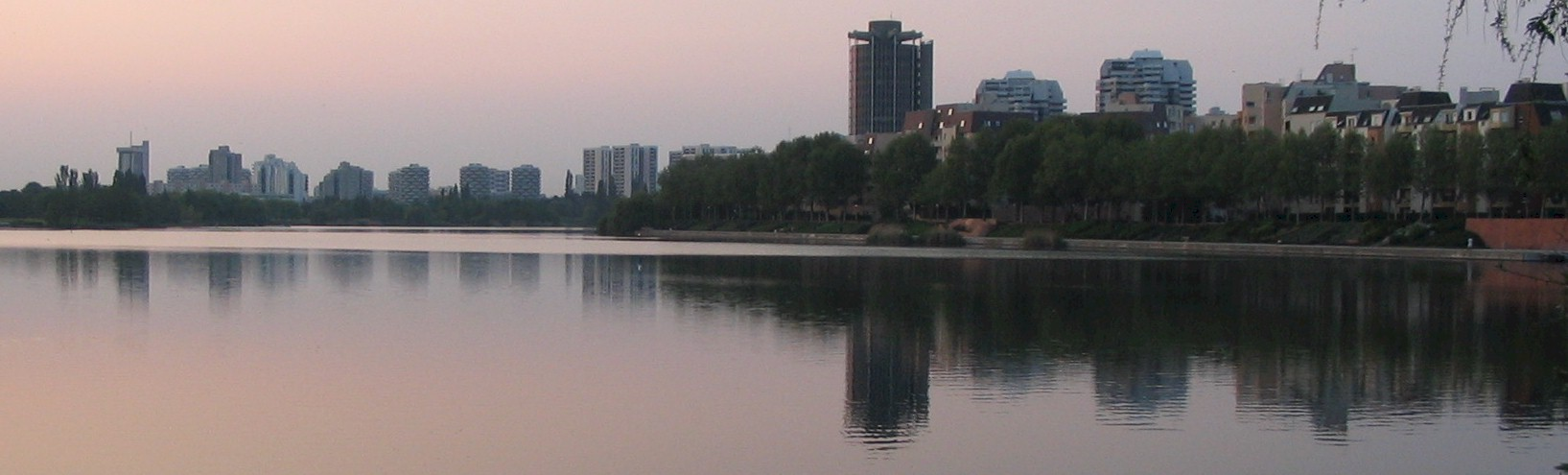
Vue du lac de Créteil.

La zone de plaine alluviale est érodée par l'action de la Marne et de la Seine. Seul vestige de l'ère tertiaire : le Mont-Mesly, à l'est du territoire communal, dont il est le point culminant à 74 mètres d'altitude. L'altitude minimale enregistrée sur les rives de la Marne est de 31 mètres.

### Climat
Pour des articles plus généraux, voir Climat de l'Île-de-France et Climat du Val-de-Marne.
En 2010, le climat de la commune est de type climat océanique dégradé des plaines du Centre et du Nord, selon une étude du CNRS s'appuyant sur une série de données couvrant la période 1971-2000. En 2020, Météo-France publie une typologie des climats de la France métropolitaine dans laquelle la commune est exposée à un climat océanique altéré et est dans la région climatique Sud-ouest du bassin Parisien, caractérisée par une faible pluviométrie, notamment au printemps (120 à 150 mm) et un hiver froid (3,5 °C).
Pour la période 1971-2000, la température annuelle moyenne est de 12,1 °C, avec une amplitude thermique annuelle de 15,5 °C. Le cumul annuel moyen de précipitations est de 661 mm, avec 10,5 jours de précipitations en janvier et 7,7 jours en juillet. Pour la période 1991-2020, la température moyenne annuelle observée sur la station météorologique la plus proche, située sur la commune de Choisy-le-Roi à 4 km à vol d'oiseau, est de 12,7 °C et le cumul annuel moyen de précipitations est de 607,2 mm,. Pour l'avenir, les paramètres climatiques de la commune estimés pour 2050 selon différents scénarios d'émission de gaz à effet de serre sont consultables sur un site dédié publié par Météo-France en novembre 2022.
| Mois                                  | jan.             | fév.            | mars          | avril         | mai           | juin          | jui.          | août           | sep.          | oct.          | nov.          | déc.          | année      |
| ------------------------------------- | ---------------- | --------------- | ------------- | ------------- | ------------- | ------------- | ------------- | -------------- | ------------- | ------------- | ------------- | ------------- | ---------- |
| Température minimale moyenne (°C)     | 2,8              | 2,7             | 4,8           | 7,3           | 10,7          | 13,9          | 15,8          | 15,6           | 12,5          | 9,2           | 5,6           | 3,3           | 8,7        |
| Température moyenne (°C)              | 5,3              | 5,8             | 8,8           | 12,1          | 15,6          | 18,9          | 21            | 20,9           | 17,2          | 12,9          | 8,4           | 5,7           | 12,7       |
| Température maximale moyenne (°C)     | 7,7              | 8,9             | 12,8          | 16,9          | 20,5          | 23,8          | 26,2          | 26,2           | 21,9          | 16,6          | 11,1          | 8,1           | 16,7       |
| Record de froid (°C) date du record   | −11,5 01.01.1997 | −9,5 07.02.1991 | −7 02.03.05   | −1 14.04.19   | 1 07.05.1997  | 6 07.06.05    | 8 11.07.1993  | 7,5 28.08.1998 | 4 30.09.1995  | −1 24.10.03   | −7 24.11.1998 | −8 31.12.1996 | −11,5 1997 |
| Record de chaleur (°C) date du record | 16 12.01.04      | 21,2 27.02.19   | 26,2 31.03.21 | 29,6 18.04.18 | 33,3 27.05.05 | 37,5 27.06.11 | 41,7 25.07.19 | 40,5 12.08.03  | 35,3 14.09.20 | 28,9 03.10.11 | 21 08.11.15   | 17 16.12.1989 | 41,7 2019  |
| Précipitations (mm)                   | 49,5             | 43,3            | 43,3          | 44,7          | 58,6          | 54,5          | 53            | 52,5           | 43,2          | 51,6          | 52,7          | 60,3          | 607,2      |

## Voies de communication et transports

### Infrastructures routières
Créteil est desservie par l'A86, appelée aussi « super-périphérique parisien », qui la relie à l'A4 au nord et à l'A6 à l'ouest. Trois échangeurs desservent la commune : Créteil-Échat, Créteil-Centre et Créteil-Bordières.

### Réseau cyclable
De 2010 à 2024, la ville de Créteil dispose du service de vélos en libre-service dénommé « Cristolib », dont la gestion est confiée à JCDecaux, avant que le service ne soit remplacé à partir de janvier 2025 par Vélib'.

### Transports urbains

#### Le RER
Deux lignes du réseau desservent indirectement Créteil :
- La ligne D du RER au niveau de la gare de Créteil-Pompadour, mise en service en 2013, au sud de la ville ;
- La ligne A du RER au niveau de la gare de Saint-Maur - Créteil (gare située sur le territoire de la ville de Saint-Maur-des-Fossés). Le TVM est interconnecté avec les deux gares.

##### Le métro
Créteil est doté de quatre stations de la ligne 8 du métro de Paris, qui traverse la ville en aérien :
- L'Échat (Centre hospitalier universitaire Henri-Mondor) ouverte en 1973 ;
- Université (Université Paris-Est Créteil Val-de-Marne, Conservatoire Marcel Dadi), ouverte en 1974 ;
- Préfecture (à proximité du centre commercial Créteil Soleil et de l'Hôtel de Ville), ouverte en 1974 ;
- Pointe du Lac (non loin du Stade Duvauchelle), ouverte en 2011.

##### Les lignes de bus
Diverses lignes de bus desservent la ville, reliant Créteil aux communes alentours, dont les lignes du réseau de bus RATP (104, 117, 172, 181, 217, 308, 317 et 393) qui desservent essentiellement les communes de l'ancien département de la Seine, donc de proche banlieue. Quant aux lignes des réseaux Marne et Seine et Pays Briard, celles-ci relient Créteil à des communes plus éloignées de Paris, comme Brie-Comte-Robert ou Yerres.
Il existe également deux lignes de bus en site propre exploitées par la RATP, parmi les plus fréquentées du réseau de bus francilien, dont l'efficacité se rapproche de celles de lignes de tramways :
- Le TVM, reliant Saint-Maur-des-Fossés à Antony via le Marché International de Rungis ;
- Le 393, reliant la gare de Sucy-Bonneuil à Thiais.

Les bus circulant en ville sont propulsés au diester depuis 1994, puis au GNV (Gaz naturel pour véhicules). En 2016, le centre-bus de la RATP qui se situe sur la commune exploite environ 130 véhicules de ce type.

#### Projets d'extension du réseau à Créteil
En 2025, la commune sera desservie par le Grand Paris Express sur la ligne 15 sud, en 2025, à la station L'Échat sur le tronçon de Pont de Sèvres à la gare de Noisy - Champs, facilitant les déplacements de banlieue à banlieue. Deux autres stations, à la gare de Saint-Maur - Créteil et à la gare du Vert de Maisons, seront également accessibles aux Cristoliens.
Le téléphérique Câble 1 desservira la commune à l'horizon 2025. Il permettra de relier la station Pointe du Lac aux villes de Valenton, Limeil-Brévannes et Villeneuve-Saint-Georges, qui sont aujourd'hui des communes difficilement accessibles, via quatre stations.

## Urbanisme

### Typologie
Au 1er janvier 2024, Créteil est catégorisée grand centre urbain, selon la nouvelle grille communale de densité à sept niveaux définie par l'Insee en 2022.
Elle appartient à l'unité urbaine de Paris, une agglomération inter-départementale regroupant 407  communes, dont elle est une commune de la banlieue,,. Par ailleurs la commune fait partie de l'aire d'attraction de Paris, dont elle est une commune du pôle principal,. Cette aire regroupe 1 929 communes,.

### Morphologie urbaine
La ville de Créteil est découpée en vingt quartiers selon la réforme des comités de quartier du 11 avril 2002 :

### Projets d'aménagements
Créteil compte depuis 2008 deux zones urbaines sensibles inscrites dans le Programme National pour la Rénovation Urbaine : Les Bleuets et Petit Pré - Sablières, et une zone inscrite depuis 2014 dans le Nouveau Programme National de Renouvellement Urbain (NPNRU) : Haut du Mont-Mesly – Habette.

## Toponymie
Le nom gaulois de la ville, Cristoilum, avait pour origine le nom d’un gaulois Cristos et ogilum.

## Histoire

### Préhistoire

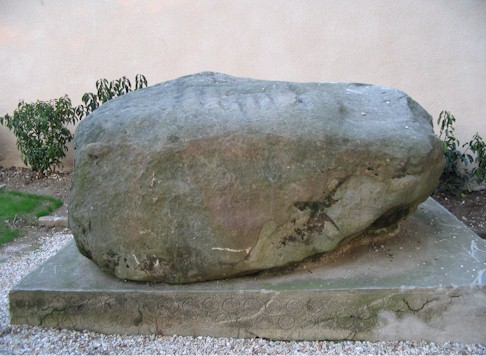
Polissoir néolithique de Créteil.

Quelques rares silex du Paléolithique sont encore mis au jour au début du XXe siècle sur le territoire communal. Le Néolithique a laissé plus de traces tel le polissoir qui fait la fierté préhistorique de Créteil. Ce bloc de plus de deux tonnes servait à l'affûtage des pierres.
Au moins deux haches néolithiques ont également été découvertes dans la zone du Mont-Mesly. L'une d'elles (hache de jadéite) est exposée au Musée des Antiquités nationales à Saint-Germain-en-Laye.
En draguant la Seine au XIXe siècle, plusieurs armes de l'âge de bronze furent découvertes. Elles sont exposées au British Museum de Londres.

### Antiquité
Camille Jullian posa au début du XXe siècle l'hypothèse d'un domaine gallo-romain à Mesly. Les éléments archéologiques sont toutefois rares. La découverte de débris et de monnaies à la fin du XXe siècle appuient pourtant l'hypothèse de Jullian.
Les premières traces écrites faisant référence à Créteil remontent aux Mérovingiens : Vicus Cristolium. Le martyrologe d'Usuard datant du IXe siècle indique que ce lieu marque le martyre d'un grand nombre de chrétiens en ces termes : « In territorio Parisiacensi, vico Cristoilo, passio Sanctorum Agoardi et Agliberti cum aliis innumeris prosmiscui sexus. ». On trouve également Vico Cristolio. Ce toponyme est formé du préfixe crist et du radical Olium. Ces deux termes sont gaulois : « clairière » pour crist et « crête » pour Olium[réf. nécessaire]. La « clairière » de la « crête » du Mont-Mesly se trouve dès avant la romanisation sur la route reliant Paris et Sens (route nationale 19 aujourd’hui).
Une étymologie plus traditionnelle était que le mot crist serait rapporté à Jésus-Christ, dû à la christianisation précoce de Créteil et à la vénération de saint Agoard et saint Aglibert, martyrs vers l'année 400 après Jésus-Christ. Cette légende hagiographique est aujourd’hui contestée par les historiens qui la qualifient de « montage incohérent ». L'existence d'une église à Créteil apparaît toutefois possible dès le Ve siècle.

### Moyen Âge
Des sarcophages mérovingiens et des monnaies sont découverts, à plusieurs reprises, depuis le XIXe siècle. La présence d'un atelier monétaire est même attestée au port fluvial de Créteil.
Un acte de 1150 nous apprend que le fief du Mèche appartient à la collégiale de Saint-Germain-l'Auxerrois tandis qu'un acte de 1178 précise que le fief de Mesly dépendait de l'abbaye de Saint-Maur-des-Fossés.
Au niveau architectural, le clocher de l'église Saint-Christophe semble dater du XIe siècle tandis que le reste de l'église date du XIIIe siècle. Le colombier est construit au XIVe siècle.
Le village médiéval semble s'être développé à l'intérieur d'un solide rempart au croisement de cinq routes. L'urbanisation s'est faite le long de ces cinq axes donnant au village la forme d'une étoile à cinq branches. Créteil est avant tout alors un bourg routier, profitant au maximum de sa position géographique au croisement d'axes routiers et au bord d'une rivière. Vers 1390, le rempart percé de quatre portes est toujours en place et le village compte une soixantaine de maisons.
Les conditions météorologiques sont très mauvaises entre avril 1315 et avril 1316. Pluie et froid au printemps 1315 empêchent les moissons de mûrir suivi d'un hiver rigoureux et long de décembre à Pâques 1316. Les vignes du Mont-Mesly sont détruites. Une grande famine frappe Créteil comme le reste du royaume de France.
En 1406, le toponyme de Créteil fait son apparition après déformations successives en Cristoill (1278), Cristeuil, Cresteul puis Creteuil.
La guerre de Cent Ans est particulièrement néfaste pour Créteil. En 1418, le village sous occupation anglo-bourguignonne est mis à sac et laissé en ruines. Même la nef de l'église s'effondre. La fin du siècle connaît également des troubles avec le passage des troupes des princes de la Ligue du Bien public (1465). Mais Créteil panse ses plaies et un hôpital, l'Hôtel-Dieu de Créteil, ouvre ses portes en 1471.

### Époque moderne

#### XVIesiècle

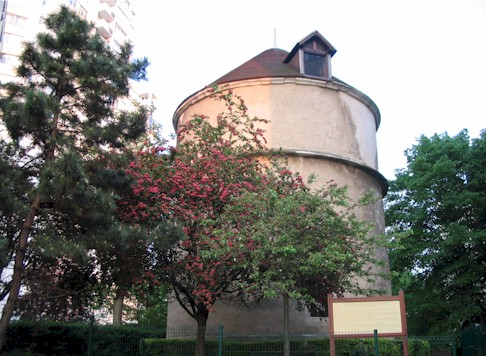
Colombier de Créteil du XIVe siècle.

Créteil est toujours constitué de fiefs ecclésiastiques, et en 1548 l'évêque de Paris Jean du Bellay devient le nouveau seigneur de Créteil.
En 1567, à l'occasion des guerres de Religion, les huguenots pillent l'église et brûlent les chartes locales. Le village compte alors principalement des laboureurs et des vignerons, mais aussi des charpentiers, des maçons, un maréchal-ferrant, un boulanger et un hôtelier. On note également la présence de « Parisiens » propriétaires de maisons ou de terres à Créteil. Ce sont principalement des marchands et des officiers du Parlement.

#### XVIIesiècle
En 1602, le roi Henri IV fait une halte à Créteil et se restaure dans l'auberge du village. Le début du siècle est également marqué par la mise en place de la grosse cloche de l'église baptisée Henrye (1607).
L'hiver 1614-1615 est long et rigoureux avec d'abondantes chutes de neige, plus hautes qu'un homme. Les vignes du Mont-Mesly sont détruites ainsi que certaines maisons qui s'effondrent sous le poids de la neige. Nouvelle catastrophe naturelle en 1658 avec une importante crue de la Marne. Afin de secourir les sinistrés, l'église met en place une structure d'aide. L'existence de la Compagnie de la Charité des pauvres de la paroisse est attestée en 1646.
Nouveaux troubles en 1648 et 1652 avec la Fronde et l'évacuation des habitants de Créteil. Ces événements n'empêchent pas la mise en exploitation systématique des carrières de pierre dès 1646. À partir de 1652, ce sont les carrières de pierre à plâtre du Mont-Mesly qui sont mises en exploitation systématique. Autre symbole du dynamisme cristolien, un deuxième moulin à farine, le « moulin neuf », est inauguré en aval du vieux moulin en 1684.
En 1674, Créteil compte parmi les terres et seigneuries réunies en un duché de Saint-Cloud.

#### XVIIIesiècle

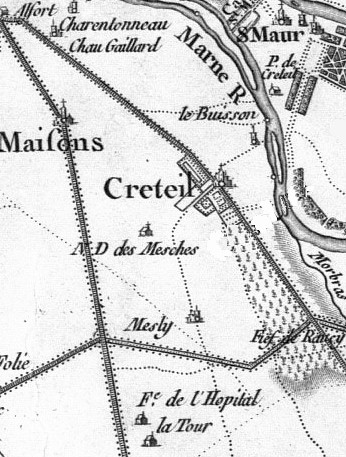
Détail de la carte de Cassini (1750). On y voit Créteil, les Mesches et Mesly.

La fin du règne de Louis XIV est marquée par une grande disette touchant l'ensemble de la France en raison d'une période de grand froid (1709). On enregistre 69 décès à Créteil. En ce début du XVIIIe siècle, on note la construction des premières maisons bourgeoises de « Parisiens », mais le village conserve son caractère agricole avec la présence de 36 vignerons, 24 manouvriers, 8 laboureurs, 7 marchands, 6 cabaretiers-hôteliers, 2 maréchaux-ferrants, 2 charretiers, 2 charrons, 2 menuisiers, 2 tailleurs de pierre, 2 bouchers, 1 boulanger, 1 charcutier, 1 épicier, 1 chirurgien, 1 serrurier, 1 tisserand, 1 scieur de pierre, 1 bourrelier, 1 buraliste, 1 coquetier et 1 jardinier en 1745.
Les cahiers de doléances rédigés à Créteil en 1789 comptent 15 articles et le 14 décembre 1789, Créteil devient une commune. Le premier maire est Louis Simon Piot (1746-1822), boucher de son état. Il assiste, avec toutes les autorités du département, au passage des cendres de Voltaire qui font halte à Créteil le 10 juillet 1791.

### Époque contemporaine

#### Première moitié duXIXesiècle
En 1805, le maréchal Serurier, familier de l'Empereur, achète une grande maison à l'est de la commune. Les Cristoliens surnomment alors cette maison le « Château de Créteil », mais l'aventure impériale tourne court et en mars 1814, Créteil est prise par les troupes russes. Nombreuses réquisitions dans la commune.
Étienne de Joly, ancien ministre, est maire de Créteil, en 1815, mais au printemps de cette même année, il quitte ce poste à la nouvelle du retour de l'Empereur Napoléon. Étienne de Joly est à nouveau maire de Créteil de 1819 à 1831.
Les aléas climatiques restent dans les mémoires comme cette tempête qui arrache le toit de l'église en 1806. Les crues de la Marne sont également nombreuses et importantes tout au long du siècle (1802, 1817, 1837, 1840, 1841, 1892, 1896). Pas encore domptée au niveau de son débit, la Marne est toutefois apprivoisée avec la construction d'un pont. Le pont de Créteil qui enjambe la Marne entre Créteil et Saint-Maur-des-Fossés est inauguré le 9 avril 1841. Il remplace l'ancestral système de bac.
L'exploitation des carrières modifie la composition de la population cristolienne, désormais dominée par le nombre d'ouvriers travaillant dans ces carrières. Ils sont 163 à résider à Créteil en 1820. Autre évolution économique avec la transformation du vieux moulin à farine en filature de coton dès 1804. Une fabrique d'engrais s'installe à Créteil en 1851 tandis que des cultures maraîchères se multiplient dans la plaine.
La révolution de 1848 provoque de nombreuses réjouissances à Créteil avec la plantation symbolique d'un arbre de la liberté. À la suite de cette révolution, l'Hôtel-Dieu de Créteil, fondé en 1471, passe sous le contrôle de l'Assistance publique (1849).

#### Guerre de 1870
La guerre franco-prussienne de 1870 est particulièrement cruelle pour Créteil. Après un bref combat le 17 septembre 1870, le bourg est pillé et laissé en ruine par les Prussiens tandis que les combats du Mont-Mesly du 30 novembre 1870 font 179 morts.

#### Industries et communications à Créteil à la fin du XIXe siècle
La modernité touche Créteil en ce XIXe siècle avec l'installation d'un dépôt de lettres en 1823 tandis qu'une ligne de tramway à traction animale relie Créteil à la Bastille (Paris) à la fin du siècle. C'est l'une des lignes de la Compagnie générale des omnibus. Lors des toutes dernières années du siècle, le conseil municipal renouvela souvent ses vœux de voir passer ces lignes de la traction animale à la traction mécanique, en vain. Une deuxième ligne de tramway traverse Créteil à partir de 1901 en reliant Bonneuil-sur-Marne au pont de la Concorde (Paris).
Le télégraphe est rattaché au bureau de poste en 1874, puis est relié au réseau téléphonique en 1891.
Créteil est aussi une ville qui compte, comme aujourd’hui, de nombreuses industries : sous le Second Empire, s'installent l'Orfèvrerie Boulanger, rue de Mesly ; puis plus tard, la Manufacture de Papiers et Cartons Bersant, en face de l'île Brise-Pain ; la fabrique de choucroute Benoist sur la ferme Pompadour près de Maisons-Alfort ; et enfin des fabriques d'engrais et de vaisselle en grès.

#### XXesiècle
En 1897, la mairie (l'ancienne mairie est devenue la Maison du Combattant) demande à l'un des maîtres de l'Art nouveau, Eugène Martial Simas, de décorer la salle des mariages de quatre grandes toiles.
Créteil se dote d'armoiries en 1901. Il s'agit d'un blason d'azur orné d'une fasce ondée d'argent figurant la Marne, une croix potencée d'or en souvenir des seigneuries ecclésiastiques et une grappe de raisins, activité économique principale de la commune jusqu'au milieu du XIXe siècle.
Entre 1906 et 1908, un phalanstère littéraire et artistique s'installe dans la ville et prend le nom d'Abbaye de Créteil.
La première projection cinématographique se tient en 1907. C'est l'une des activités préférées des nombreux soldats stationnés à Créteil durant la Première Guerre mondiale. Lors des tout derniers mois du conflit, la municipalité organise et cofinance des colonies de vacances pour 50 enfants de la commune.
La paix revenue, les fêtes se multiplient. Certaines sont données au profit des sinistrés des nombreuses inondations de la Marne. Cirque, bals de nuit et concerts en tous genres sont alors au programme. Le cinéma reste un loisir prisé et la salle de Créteil porte le nom de « Cinéma Regina » au début des années 1930.
Pendant la Seconde Guerre mondiale, les troupes allemandes entrent à Créteil le 27 août 1940. 200 soldats stationnent dans la commune et un poste de guetteur de l'aviation est installé au Mont-Mesly à partir de 1941. Le château des Buttes devient la Kommandantur. Le 10 avril 1944, un bombardement américain est particulièrement violent. Il détruit notamment en partie l'école. Les bombardements se poursuivent jusqu'en août 1944, faisant plusieurs morts parmi la population civile. Le 12 août 1944, la Résistance locale s'empare du dépôt de la police de Créteil. La ville se libère elle-même remplaçant le drapeau à croix gammée sur le château des Buttes par un drapeau tricolore dès le 21 août 1944. Les Allemands se retranchent alors sur le Mont-Mesly et dans la plaine. Le 26 août, c'est l'aviation allemande qui bombarde violemment Créteil, provoquant 18 morts et de gros dégâts sur 62 bâtiments. Le 30 août 1944, les troupes américaines font leur entrée dans Créteil. Le mémorial des victimes civiles cristoliennes de la Seconde Guerre mondiale compte 67 noms. Le monument aux morts rappelle les noms de 374 soldats cristoliens morts pour la France entre 1870 et 1962.

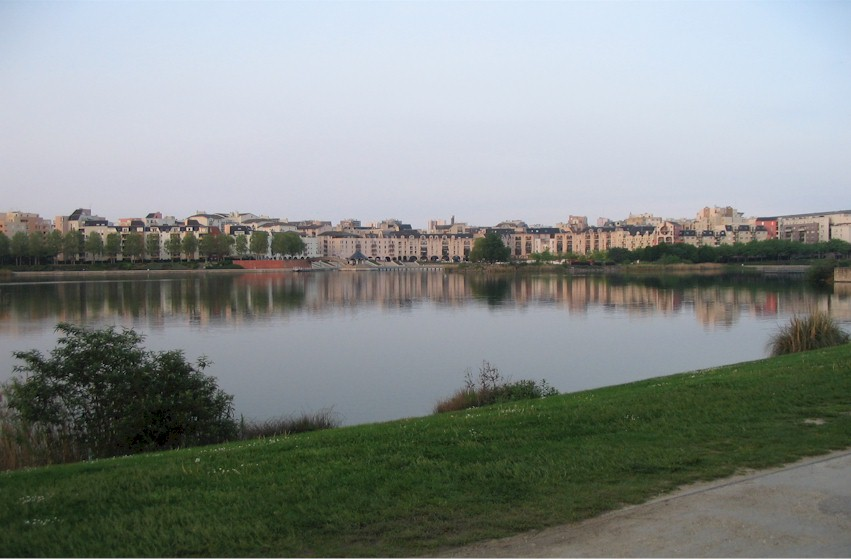
Quartier du Port au bord du Lac de Créteil.
Les « choux », un des symboles architecturaux de la ville.

Créteil abandonne son caractère champêtre après la Seconde Guerre mondiale. La population passe ainsi de 13 800 en 1954 à 30 654 en 1962. Le 1er janvier 1968, la ville devient préfecture du nouveau département du Val-de-Marne.
Le développement urbain de la commune constitue dès lors l'élément essentiel de l'histoire locale. L'urbanisation du Mont-Mesly débute en 1955. La première zone d'activité, celle des Petites-haies, est validée par le conseil municipal en 1964. Elle ouvre finalement ses portes le 10 juin 1970. Pierre Billotte, maire de 1965 à 1977, poursuit cette évolution, en s'appuyant sur les conseils de l'architecte Pierre Dufau, grand prix de Rome, urbaniste en chef du Nouveau Créteil. L'originalité du développement du Nouveau Créteil est qu'il s'appuie sur l'initiative privée, centrée autour de la Compagnie bancaire, alors que les autres villes nouvelles construites autour de Paris sont des opérations purement publiques. Pierre Billotte reçoit d'ailleurs la Grande médaille de l'urbanisme de l'Académie d'architecture en 1972. Cette urbanisation est toujours en cours avec la mise en chantier en 2006 d'un nouveau quartier entre le lac et Valenton : la Pointe du Lac. Parmi les bâtiments emblématiques de la ville, il convient de citer les fameux « Choux » (œuvre de l'architecte Grand Prix de Rome Gérard Grandval), sortis de terre entre 1969 et 1974 et l'hôtel de ville de Créteil aux formes architecturales symboliques de la modernité de la ville. Créteil compte 42 immeubles d'au moins 15 étages et une multitude de bâtiments plus modestes, de quatre à six étages principalement. Les quartiers anciens du nord-est de la commune sont toutefois préservés, conservant leur caractère pavillonnaire. Comme les autres villes nouvelles, Créteil va se voir dotée d'une base de plein air et de loisirs, contiguë au parc départemental, elle s'étend sur 59 hectares dont les deux tiers sont occupés par le lac de Créteil.
Même évolution en matière de transports avec l'ouverture de trois stations de métro (ligne 8) entre 1973 et 1974 : Créteil - L'Échat, Créteil - Université et Créteil - Préfecture. Une quatrième station, Pointe du Lac, a  été inaugurée le 8 octobre 2011 pour desservir le stade Dominique-Duvauchelle et ses alentours. La voie express « Créteil - Bonneuil » est ouverte à la circulation le 9 septembre 1974.
Dans la foulée de sa promotion au rang de préfecture, Créteil devient le siège d'un évêché catholique en 1966 puis d'une académie en 1972. L'Université ouvre ses portes en 1970. Un centre hospitalier universitaire (CHU) de près de mille lits vient compléter le parc hospitalier : le CHU Henri-Mondor.
Ces éléments ainsi qui les tribunaux de Créteil sont très structurants pour la visibilité médiatique de la ville.

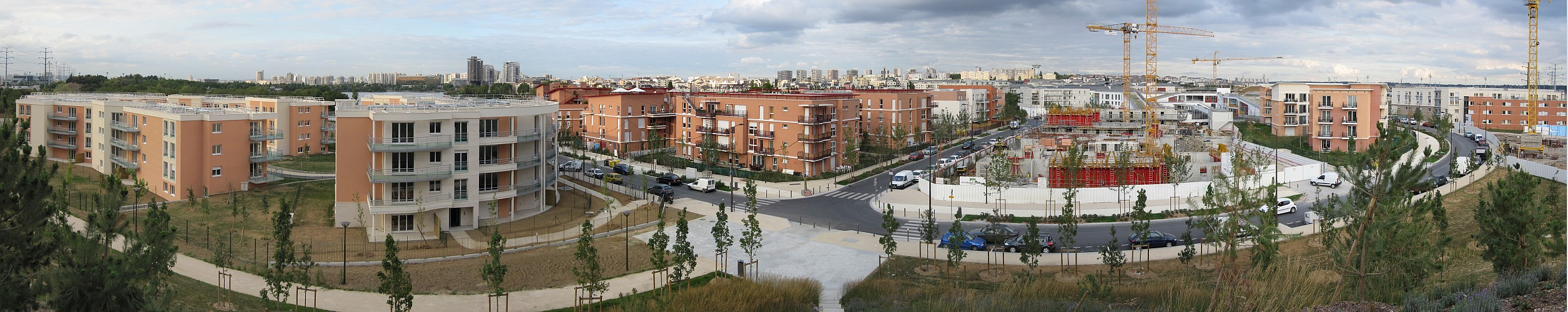
ZAC de la Pointe du Lac : suite et fin du projet de Pierre Billotte. À l'horizon, vers la gauche : l'hôtel de ville ; au centre : le Mont-Mesly.

## Politique et administration

La préfecture située aux abords du lac.

### Rattachements administratifs et électoraux
Créteil est le siège de la préfecture du Val-de-Marne depuis le 25 février 1965, date de création du département (décret d'application de la loi créant le Val-de-Marne). Il faudra toutefois attendre le 1er janvier 1968 pour voir la mise en place réelle du nouveau département. Le bâtiment abritant actuellement les services préfectoraux et le conseil départemental fut construit entre 1968 et 1971.
La ville est le siège de l'académie de Créteil, créée en 1972 et qui couvre les départements du Val-de-Marne, de Seine-et-Marne et de la Seine-Saint-Denis. C'est la deuxième académie en France en matière d'effectifs avec 950 000 élèves, dont 100 000 étudiants, pour 65 000 enseignants et 3 300 établissements scolaires.

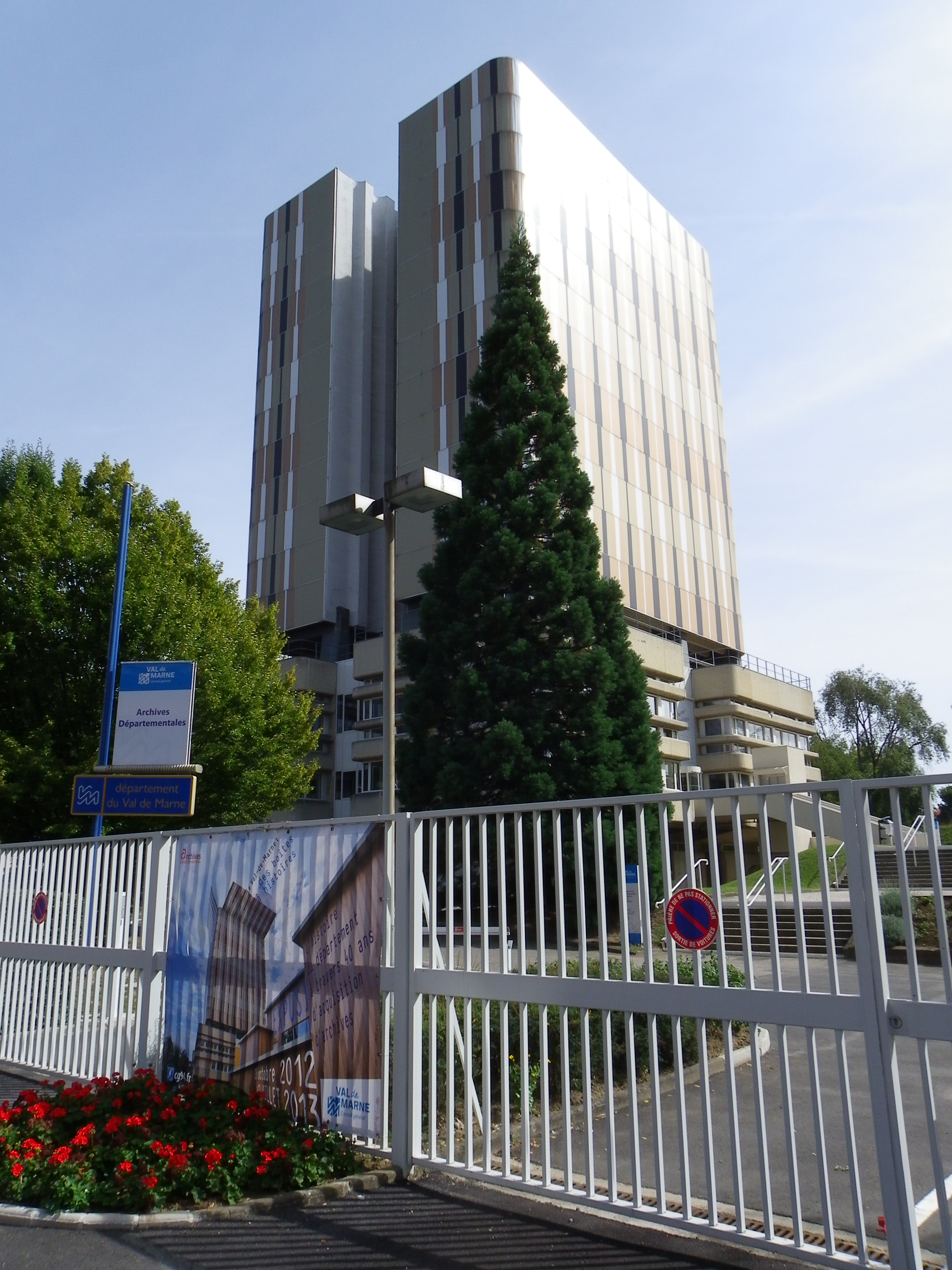
Bâtiment des Archives départementales du Val-de-Marne à Créteil.

On note également la présence d'un tribunal judiciaire, d'un tribunal de commerce et des archives départementales du Val-de-Marne.

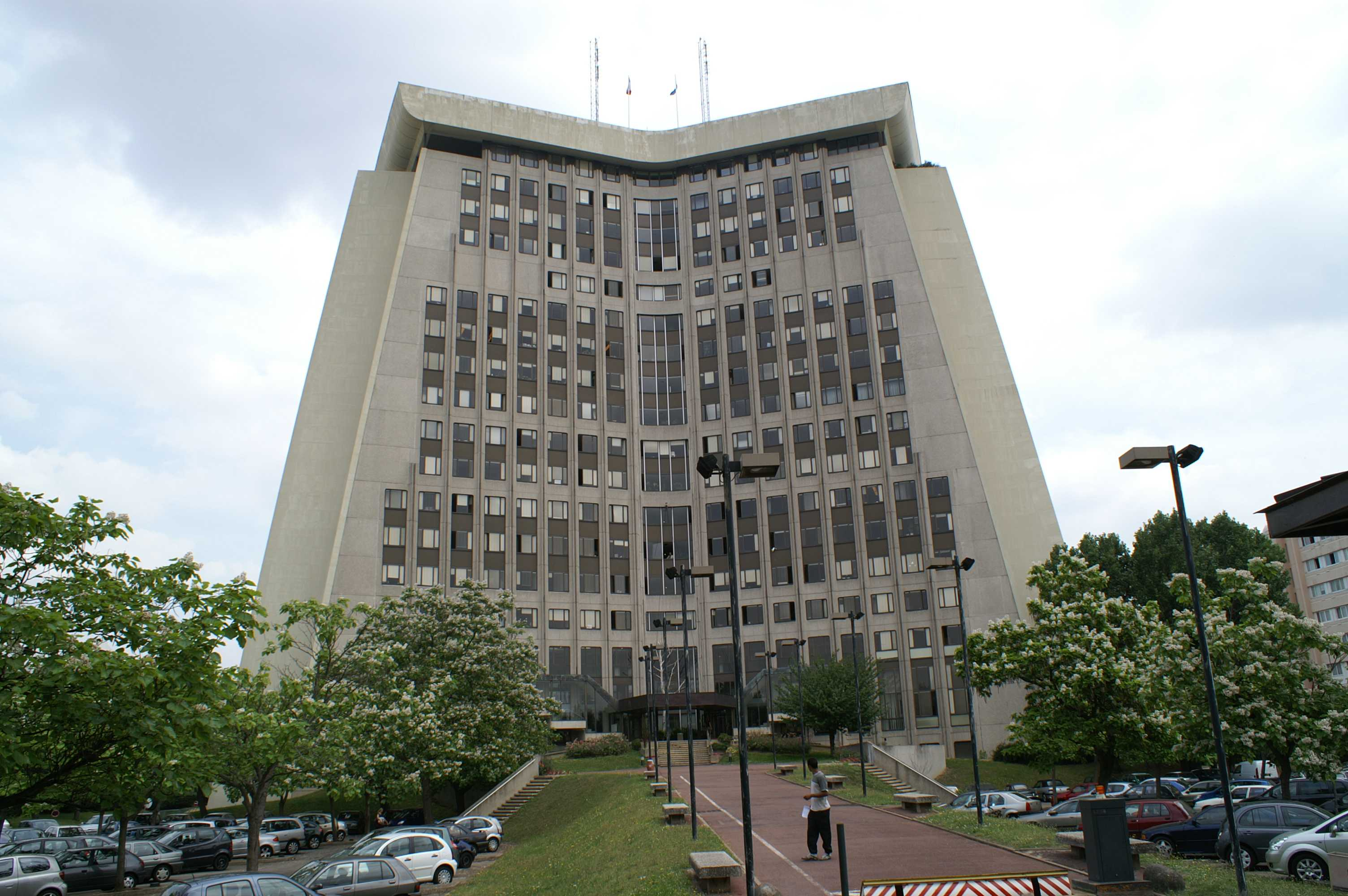
Palais de justice de Créteil.

L'actuel palais de justice de Créteil fut construit entre 1976 et 1978. Il fut conçu par l'architecte Daniel Badani et symbolise par sa forme le livre de la loi et la balance de la justice. C'est depuis lors l'un des plus actifs de France. Citons ici le juge d'instruction Eric Halphen qui officia à Créteil de 1989 à 2002. Ce tribunal judiciaire dépend de la Cour d'appel de Paris. Parmi les principales affaires qui y furent traitées, citons l'affaire Sohane Benziane, l'affaire des HLM de Paris ou l'affaire des HLM des Hauts-de-Seine. L'Ordre des avocats du barreau du Val-de-Marne compte plus de 450 avocats. Il a son siège au sein du Palais de justice de Créteil.
Le tribunal de commerce est localisé dans l'immeuble « Le Pascal » (architectes : Philip Ridgway et Daviel), coincé entre la voie express (RD1), l'UGC Ciné Cité et le parking de Créteil Soleil. Compétent sur l'ensemble du département du Val-de-Marne qui comprend notamment le Marché international de Rungis et l'aéroport Paris-Orly, il eut à traiter quelques affaires importantes comme celle de la liquidation de la compagnie aérienne Air Lib le 17 février 2003. Ce tribunal comprend six chambres : trois chambres de contentieux et trois chambres de procédures collectives.
Créteil était historiquement le chef-lieu de 3 cantons : Créteil-Nord, Créteil-Ouest et Créteil-Sud. Dans le cadre du redécoupage cantonal de 2014 en France, la commune est désormais divisée entre les deux cantons de  Créteil-1 et  Créteil-2.

### Intercommunalité
La commune était, jusqu'en 2015, membre de la communauté d'agglomération Plaine centrale du Val-de-Marne.
Dans le cadre de la mise en œuvre de la volonté gouvernementale de favoriser le développement du centre de l'agglomération parisienne comme pôle mondial est créée, le 1er janvier 2016, la métropole du Grand Paris (MGP), dont la commune est membre.
La loi portant nouvelle organisation territoriale de la République du 7 août 2015 prévoit également la création de nouvelles structures administratives regroupant les communes membres de la métropole, constituées d'ensembles de plus de 300 000 habitants, et dotées de nombreuses compétences, les établissements publics territoriaux (EPT).
La commune a donc également été intégrée le 1er janvier 2016 à l'établissement public territorial Grand Paris Sud Est Avenir, qui succède notamment à la communauté d'agglomération Plaine centrale du Val-de-Marne.

### Tendances politiques et résultats
Politiquement, François Mitterrand avait massivement eu l'appui des électeurs de Créteil en 1988 face au même Jacques Chirac (60,36 % contre 39,64 %). En 1981, François Mitterrand fut également préféré à Valéry Giscard d'Estaing (57,78 % contre 42,22 %). Déjà en 1974, François Mitterrand avait obtenu plus de suffrages que Valéry Giscard d'Estaing (54,1 % contre 45,9 %).
Lors de l'élection présidentielle de 2007, Ségolène Royal est créditée de 54,97 % des voix contre 45,03 % pour Nicolas Sarkozy.
À la suite du second tour des élections municipales de 2014, le conseil municipal comprend 42 membres de la liste LUG (La passion de la ville - Créteil, une passion partagée - PS-PC) conduite par le maire sortant créditée de 58,71 % des votes exprimés, 8 membres de la liste LUMP (Agir Pour Vous - UMP) (29,60 %), et 3 membres de la liste LFN (Créteil Bleu Marine -  FN) (11,67 %). Les autres listes n'ont pas atteint la barre des 5 % pour avoir des conseillers,.
Au second tour des élections municipales de 2020, la liste menée par le maire sortant Laurent Cathala, obtient une large majorité des suffrages exprimés, avec 69,89 %, devançant celle de son opposant Thierry Hebbrecht (LR, 30,17 %) lors d'un scrutin marqué par une abstention dépassant 77 %.

### Liste des maires
| Période    | Période                      | Identité               | Étiquette                 | Qualité |
| ---------- | ---------------------------- | ---------------------- | ------------------------- | --- |
| 1944       | 1945                         | Jean-Baptiste Aldebert |                           | Instituteur |
| 1945       | 1953                         | Paul Casalis           | RPF                       | Médecin |
| 1953       | 1965                         | François Dassibat      |                           | Instituteur |
| 1965       | 1977                         | Pierre Billotte        | UNR-UDT puis UDR puis MSP | Général de division Député de la Seine (48e circ.) (1962 → 1965) Député du Val-de-Marne (5e circ.) (1967 → 1978) Ministre de la Défense nationale (1955 → 1956) |
| mars 1977, | En cours (au 5 juillet 2020) | Laurent Cathala        | PS                        | Cadre supérieur infirmier Secrétaire d'État (1991 → 1993) Député du Val-de-Marne (2e circ.) (1981 → 1991 et 1993 → 2017) Président de la CA Plaine centrale du Val-de-Marne (2001 → 2015) Président de l'EPT Grand Paris Sud Est Avenir (2016 →) Réélu pour le mandat 2020-2026, |

### Jumelages

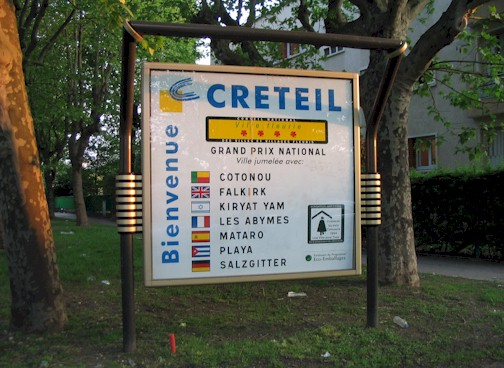
Panneau d'entrée de la ville, en 2006.

| Ville | Ville        | Pays | Pays        | Période                    |
| ----- | ------------ | ---- | ----------- | -------------------------- |
|       | Falkirk      |      | Royaume-Uni | depuis le 28 août 1983     |
|       | Kiryat-Yam   |      | Israël      | depuis le 25 juin 1978     |
|       | Les Abymes   |      | France      | depuis le 12 décembre 1981 |
|       | Loulé        |      | Portugal    | depuis le 6 octobre 2016   |
|       | Mataró       |      | Espagne     | depuis le 13 octobre 1991  |
|       | Novi Beograd |      | Serbie      | depuis le 25 octobre 1973  |
|       | Playa        |      | Cuba        | depuis 2002                |
|       | Salzgitter   |      | Allemagne   | depuis le 27 mai 1979      |

## Population et société

### Démographie

#### Évolution démographique
L'évolution du nombre d'habitants est connue à travers les recensements de la population effectués dans la commune depuis 1793. Pour les communes de plus de 10 000 habitants les recensements ont lieu chaque année à la suite d'une enquête par sondage auprès d'un échantillon d'adresses représentant 8 % de leurs logements, contrairement aux autres communes qui ont un recensement réel tous les cinq ans,.

En 2022, la commune comptait 92 859 habitants, en évolution de +3,88 % par rapport à 2016 (Val-de-Marne : +3 %, France hors Mayotte : +2,11 %).
| 1793 | 1800 | 1806  | 1821  | 1831  | 1836  | 1841  | 1846  | 1851  |
| ---- | ---- | ----- | ----- | ----- | ----- | ----- | ----- | ----- |
| 946  | 979  | 1 000 | 1 270 | 1 496 | 1 607 | 1 826 | 1 721 | 1 546 |

| 1856  | 1861  | 1866  | 1872  | 1876  | 1881  | 1886  | 1891  | 1896  |
| ----- | ----- | ----- | ----- | ----- | ----- | ----- | ----- | ----- |
| 1 733 | 2 412 | 2 541 | 2 823 | 2 955 | 3 430 | 4 045 | 4 090 | 4 208 |

| 1901  | 1906  | 1911  | 1921  | 1926  | 1931   | 1936   | 1946   | 1954   |
| ----- | ----- | ----- | ----- | ----- | ------ | ------ | ------ | ------ |
| 4 923 | 5 500 | 6 116 | 8 169 | 9 612 | 11 596 | 11 755 | 11 008 | 13 793 |

| 1962   | 1968   | 1975   | 1982   | 1990   | 1999   | 2006   | 2011   | 2016   |
| ------ | ------ | ------ | ------ | ------ | ------ | ------ | ------ | ------ |
| 30 403 | 49 197 | 59 023 | 71 693 | 82 088 | 82 154 | 88 939 | 90 528 | 89 392 |

| 2021   | 2022   | - | - | - | - | - | - | - |
| ------ | ------ | - | - | - | - | - | - | - |
| 92 989 | 92 859 | - | - | - | - | - | - | - |

#### Pyramide des âges
En 2021, le taux de personnes d'un âge inférieur à 30 ans s'élève à 42,0 %, soit au-dessus de la moyenne départementale (39,4 %). À l'inverse, le taux de personnes d'âge supérieur à 60 ans est de 19,0 % la même année, alors qu'il est de 20,2 % au niveau départemental.
En 2021, la commune comptait 43 975 hommes pour 49 014 femmes, soit un taux de 52,71 % de femmes, légèrement supérieur au taux départemental (51,85 %).
Les pyramides des âges de la commune et du département s'établissent comme suit :
| Hommes | Classe d’âge | Femmes |
| ------ | ------------ | ------ |
| 0,5    | 90 ou +      | 1,1    |
| 4,4    | 75-89 ans    | 6,2    |
| 12,2   | 60-74 ans    | 13,5   |
| 17,7   | 45-59 ans    | 18,0   |
| 21,3   | 30-44 ans    | 21,0   |
| 22,4   | 15-29 ans    | 21,1   |
| 21,5   | 0-14 ans     | 19,2   |

| Hommes | Classe d’âge | Femmes |
| ------ | ------------ | ------ |
| 0,5    | 90 ou +      | 1,4    |
| 5,1    | 75-89 ans    | 7,2    |
| 12,6   | 60-74 ans    | 13,6   |
| 19,4   | 45-59 ans    | 19     |
| 21,1   | 30-44 ans    | 21,1   |
| 20,9   | 15-29 ans    | 19,5   |
| 20,3   | 0-14 ans     | 18,2   |

### Enseignement

#### Primaire et secondaire
27 écoles maternelles (dont 2 privées) et 26 écoles élémentaires (dont 2 privées) dispensent l'enseignement primaire à Créteil. Lors de la rentrée scolaire en septembre 2005, 4 058 élèves sont scolarisés en école maternelle pour 5 212 en primaire. Créteil accueille sur son territoire huit collèges et six lycées dont le plus ancien est le lycée professionnel Morin qui a ouvert ses portes le 30 septembre 1963. Le collège Clément-Guyard, ainsi que l'école élémentaire de Chateaubriand accueil en partenariat avec le conservatoire Marcel Dadi les Classes à Horaires Aménagés musique, danse ou théâtre, (CHAM ; CHAD ; CHAT),.

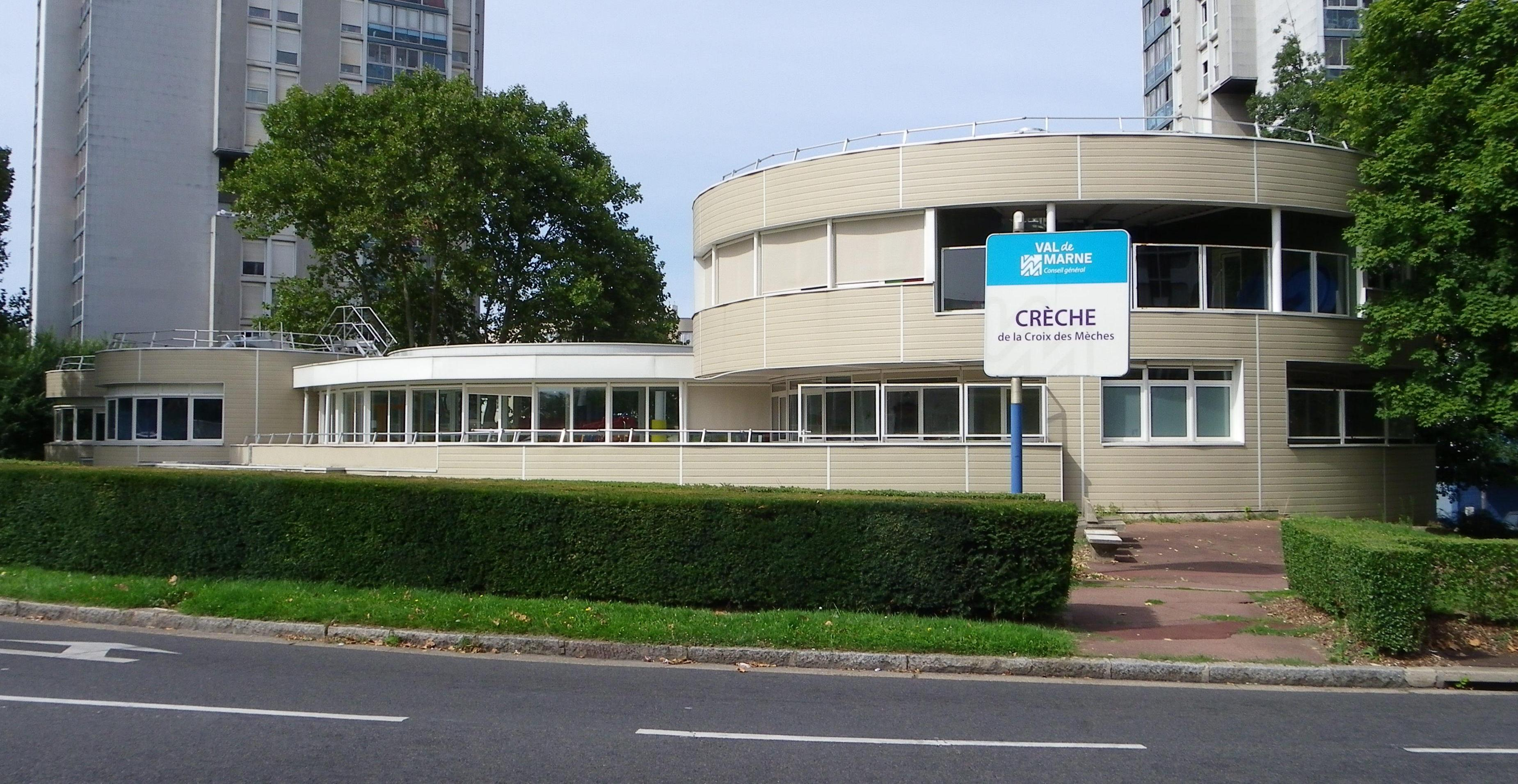
Crèche de la Croix des Mèches à Créteil.
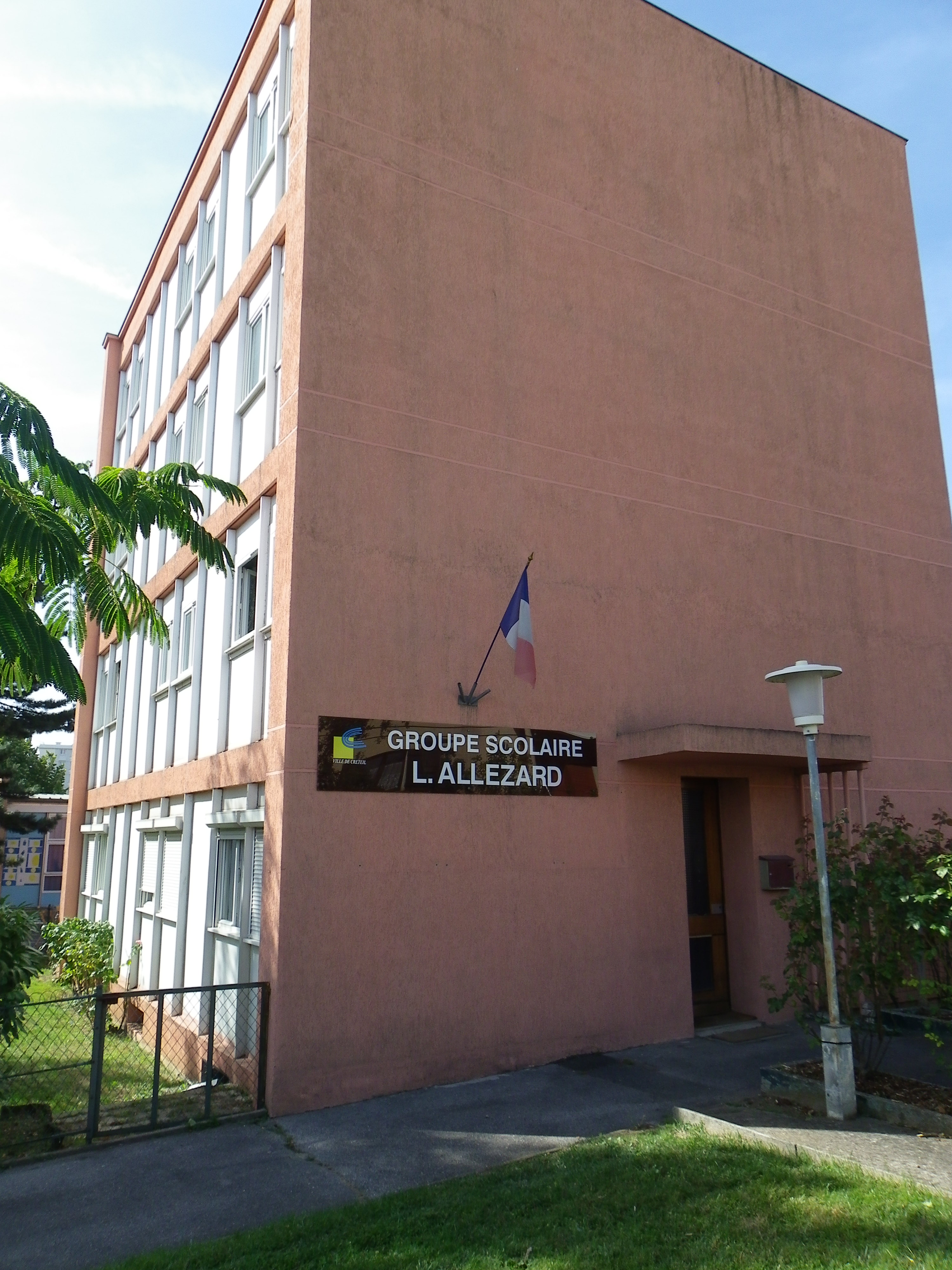
Groupe scolaire J.-Allezard à Créteil.
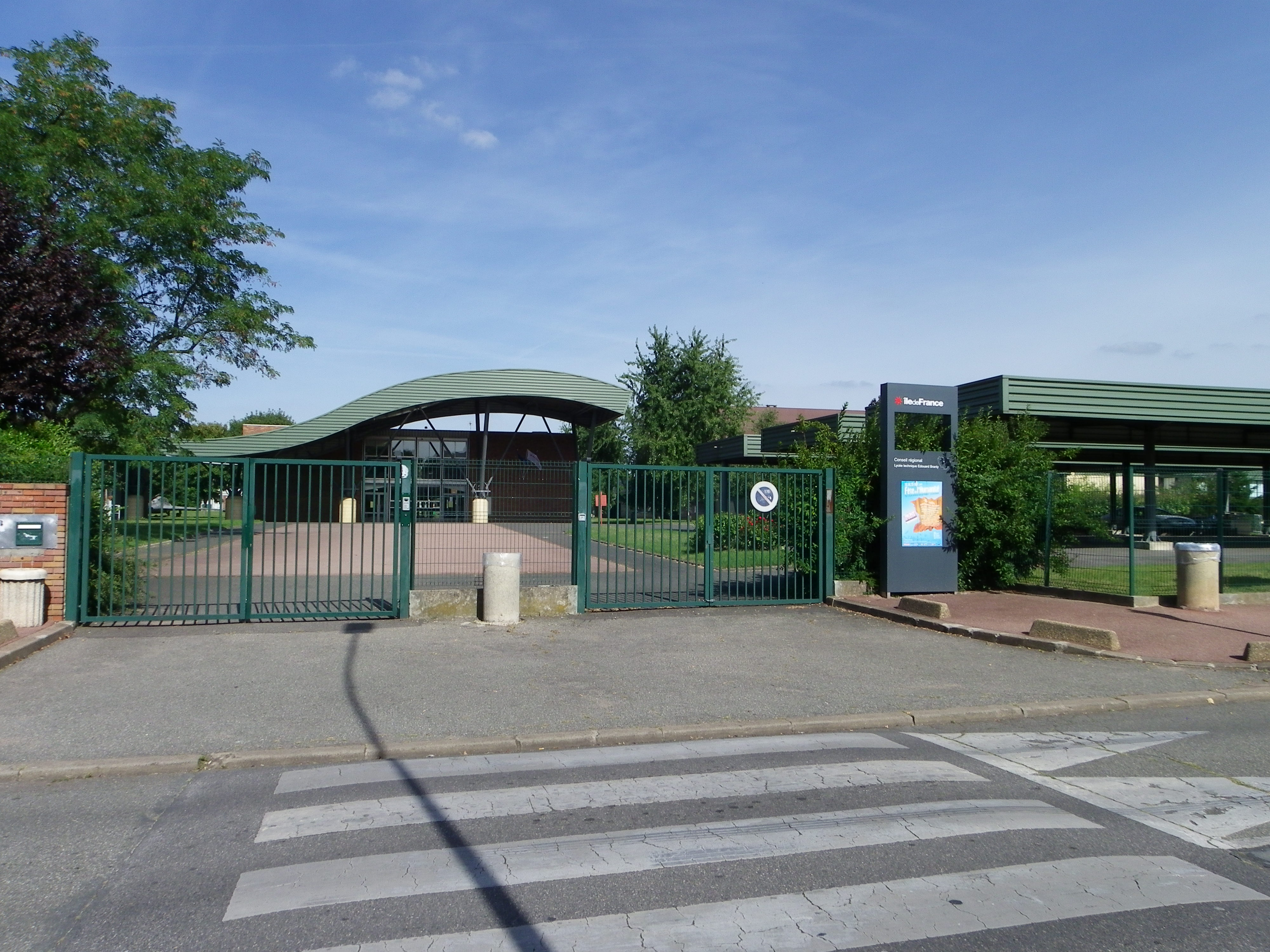
Lycée technique Edouard-Branly à Créteil.
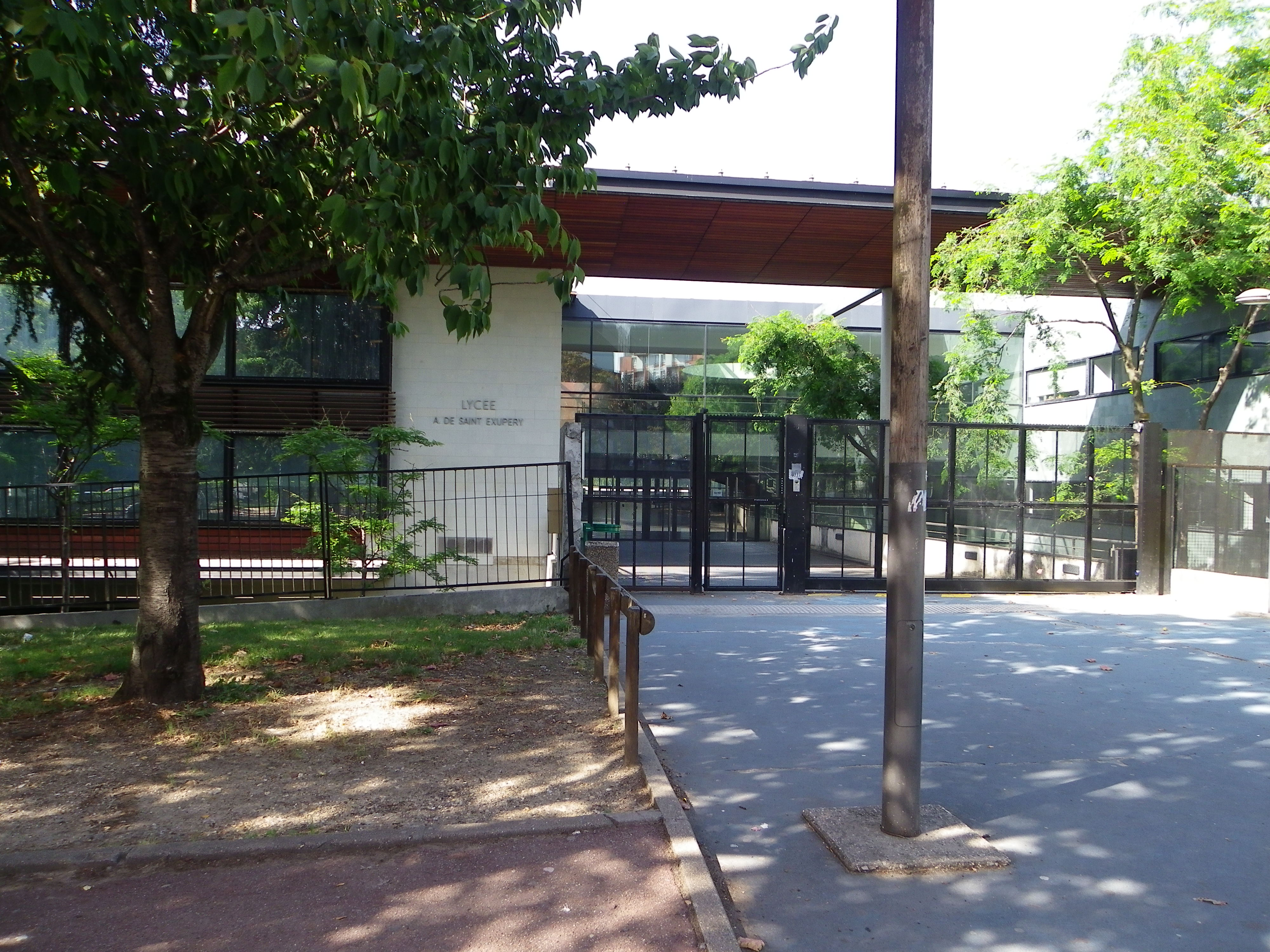
Lycée Antoine-de-Saint-Exupéry à Créteil.

#### Enseignement supérieur

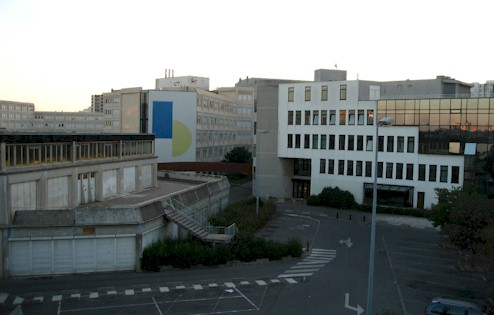
Université Paris XII Val-de-Marne.

L'Université Paris-Est-Créteil-Val-de-Marne est inaugurée en 1970. C'est un centre multidisciplinaire. La médecine est enseignée au sein du CHU Henri-Mondor inauguré en 1969. Depuis 1972, l'institut d'urbanisme de Paris se trouve à Créteil au sein de l'Université.
L'école internationale d'études politiques (EEP) a ouvert en septembre 2020 et accueille 700 étudiants,.
La zone universitaire a connu des travaux ces dernières années en raison de la fermeture de l'antenne de Saint-Maur-des-Fossés. Afin d'accueillir plusieurs milliers d'étudiants en économie et en droit, la mise en chantier de nouveaux bâtiments était obligatoire, car avec plus de 25 000 étudiants et 1 200 enseignants-chercheurs, le site universitaire cristolien manquait cruellement d'espace. À la suite de la construction de ces nouveaux bâtiments, les sites universitaires limités à l'origine au seul quartier du Palais s'étendent désormais également dans les quartiers de la Lévrière - Haye aux moines, avec le campus « Mail des mèches » pour l'économie et les langues, et de l'Échat avec le campus « André Boulle », ouvert en 2005 pour la faculté de droit.
À Créteil, l'Université compte trois bibliothèques universitaires principales. La bibliothèque principale du centre multidisciplinaire, la bibliothèque de sciences économiques sur 3 000 m² pour 500 places de lecteurs et celle de droit 3 000 m2 pour 430 places de lecteurs. À noter la faiblesse du fonds avec seulement un peu plus de 230 000 volumes.

### Manifestations culturelles et festivités

#### Festivals

Maison des arts et de la culture de Créteil

Le festival international de films de femmes de Créteil est l'un des plus prestigieux festivals cinématographiques. Les trois cinémas de la ville sont mis à contribution à cette occasion sans oublier la maison des Arts et de la Culture de Créteil « André-Malraux ». Le complexe UGC Ciné Cité, qui offre désormais douze salles dernier cri, le cinéma du Palais et ses trois salles qui alternent films grand public avec cinéma d’auteur, souvent étranger, et le cinéma de la Lucarne, salle unique du Mont-Mesly.
Le festival de création vidéo de l'académie de Créteil réunit chaque année des étudiants ayant fait une création audiovisuelle au cours de l'année scolaire. Un jury détermine des prix.
Le festival international Exit est un festival d'art contemporain annuel au printemps créé en 1994 associant le théâtre, la danse, la musique, les arts numériques et des installations. Ce festival se tient à la maison des arts et de la culture de Créteil.
Pour ses vingt ans, le Cristol’Carnaval s'est transformé en s’associant à la Maison des Arts et à la Compagnie Montalvo-Hervieu pour un grand « Jour de Fête » qui a eu lieu toute la journée du dimanche 26 juin 2005 à Créteil avec au programme : parade costumée, pique-nique, spectacles, bals et feu d'artifice.

#### Le Carnaval de Créteil
Le Carnaval était jadis fêté de façon significative à Créteil. Vers 1920, à Créteil, alors un village de la région parisienne, le Mardi Gras et la Mi-Carême sont des fêtes importantes, comme à Paris à la même époque.
André Dreux rapporte à ce propos dans Créteil, mon village ! :
Puis venait le Mardi gras : c'était la fête des bouchers. La palme revenait au boucher qui pouvait montrer le plus beau bœuf, vivant, bien entendu. C'était le bœuf gras : celui-ci allait rarement sur ses pattes le long des rues de Créteil ; il était hissé sur un char, paré et joliment enrubanné, entouré de cavaliers et de gens déguisés ; les blanchisseuses étaient particulièrement de la fête et avaient congé en ce jour : il faut dire qu'elles étaient assez nombreuses puisqu'il y avait, entre autres blanchisseries plus modestes, une petite usine. Les blanchisseuses de Créteil, si elles savaient manier le battoir, comme leurs ancêtres du Ve siècle qui, dit-on, assommèrent les prédicateurs Agoard et Aglibert, maniaient au moins cet instrument professionnel avec bonne humeur et en s'accompagnant de chansons ; n'est-ce pas l'une de leurs ainées, qui, du bateau lavoir situé face à l'auberge « Au cochon de lait » où résidait Victor Hugo, charma celui-ci qui en fit un poème.
Après le Mardi gras, le Carnaval se poursuivait par la Mi-Carême ; encore des déguisements et de joyeuses batailles de confettis. Nous vîmes vers 1920, régulièrement, des bals masqués organisés par les sociétés locales.

### Sports
L'Union sportive de Créteil voit le jour en 1936 et l'Association sportive de Créteil est fondée en 1937,.
Le sport vedette à Créteil est le handball : l'équipe professionnelle de l'US Créteil Handball évolue en Division 1 (Championnat de France masculin de handball)  et a notamment obtenu un titre de champion de France en 1989. Le football tient également une place importante avec l'équipe professionnelle de l'US Créteil-Lusitanos football qui évolue actuellement en National.
La gymnastique est le point fort du sport cristolien en individuel. La médaille d'or aux Jeux olympiques d'Athènes en 2004 d'Émilie Le Pennec, licenciée à l'US Créteil, en est une illustration. Citons également l'équipe de cyclisme sur route de l'US Créteil qui évolue au niveau national. Lors de sa victoire sur le Tour de France 1983, Laurent Fignon était licencié à l'USC. De même que les pistards Pierre Trentin et Daniel Morelon (champions olympiques en 1968 et 1972), puis des coureurs Greg LeMond, Pascal Lino et, à nouveau, des pistards, Fabrice Colas, Hervé Dagorne et, aujourd’hui, du multiple champion du monde, Grégory Baugé.
Le Cristolien Slimane Sissoko est champion du monde de boxe française dans la catégorie des moins de 85 kg, le joueur de squash cristolien Lucas Serme est champion de France en 2017 et sa sœur la joueuse de squash cristolienne Camille Serme est vainqueur du British Open 2015 et de l'US Open 2016.
Le stade Dominique-Duvauchelle d'une capacité de 12 000 places, et le palais des sports Robert-Oubron (2 000 à 4 000 places selon les configurations) sont les principaux équipements sportifs cristoliens.
Le dimanche 24 juillet 2011, Créteil a accueilli le départ de la 21e et dernière étape du Tour de France 2011.
La ville de Créteil a été élue ville la plus sportive de France en 1988 par un jury et le journal L'Équipe.

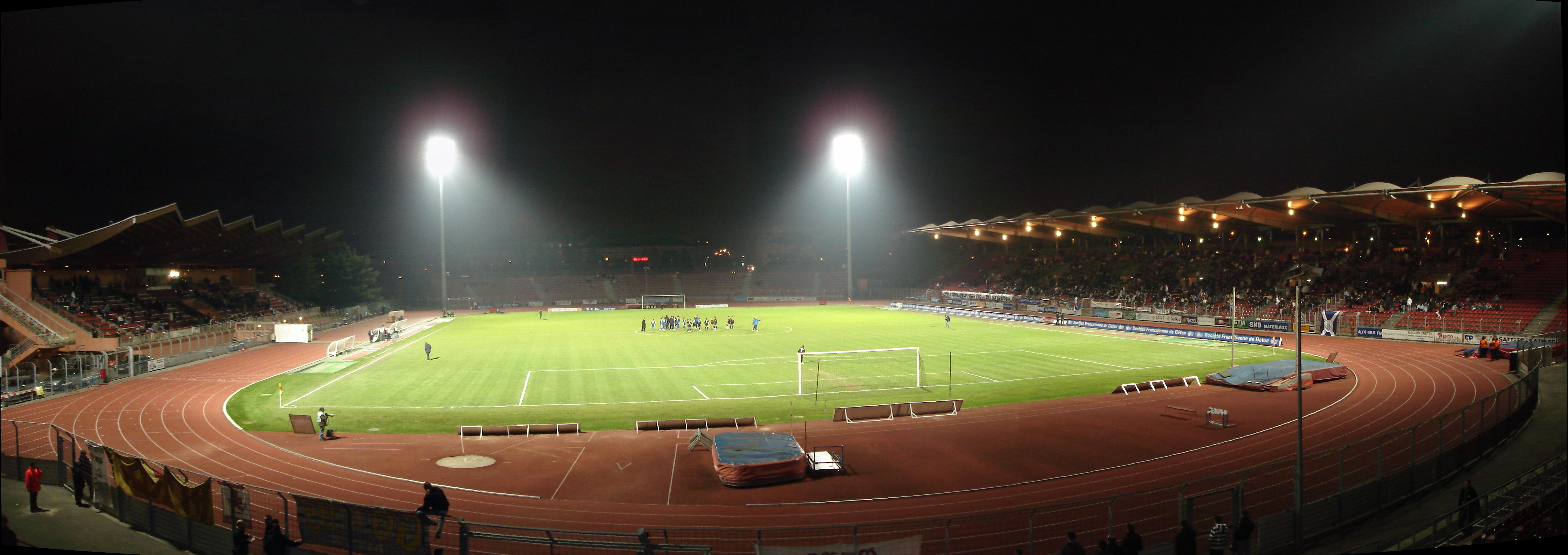
Stade Dominique-Duvauchelle.
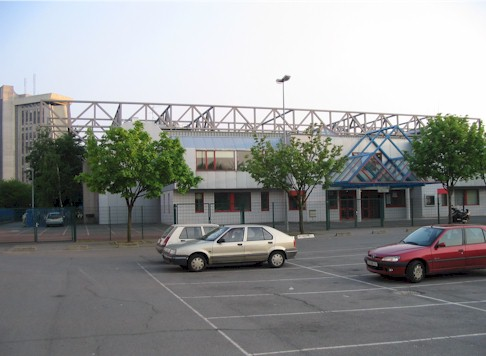
Palais des sports Robert-Oubron
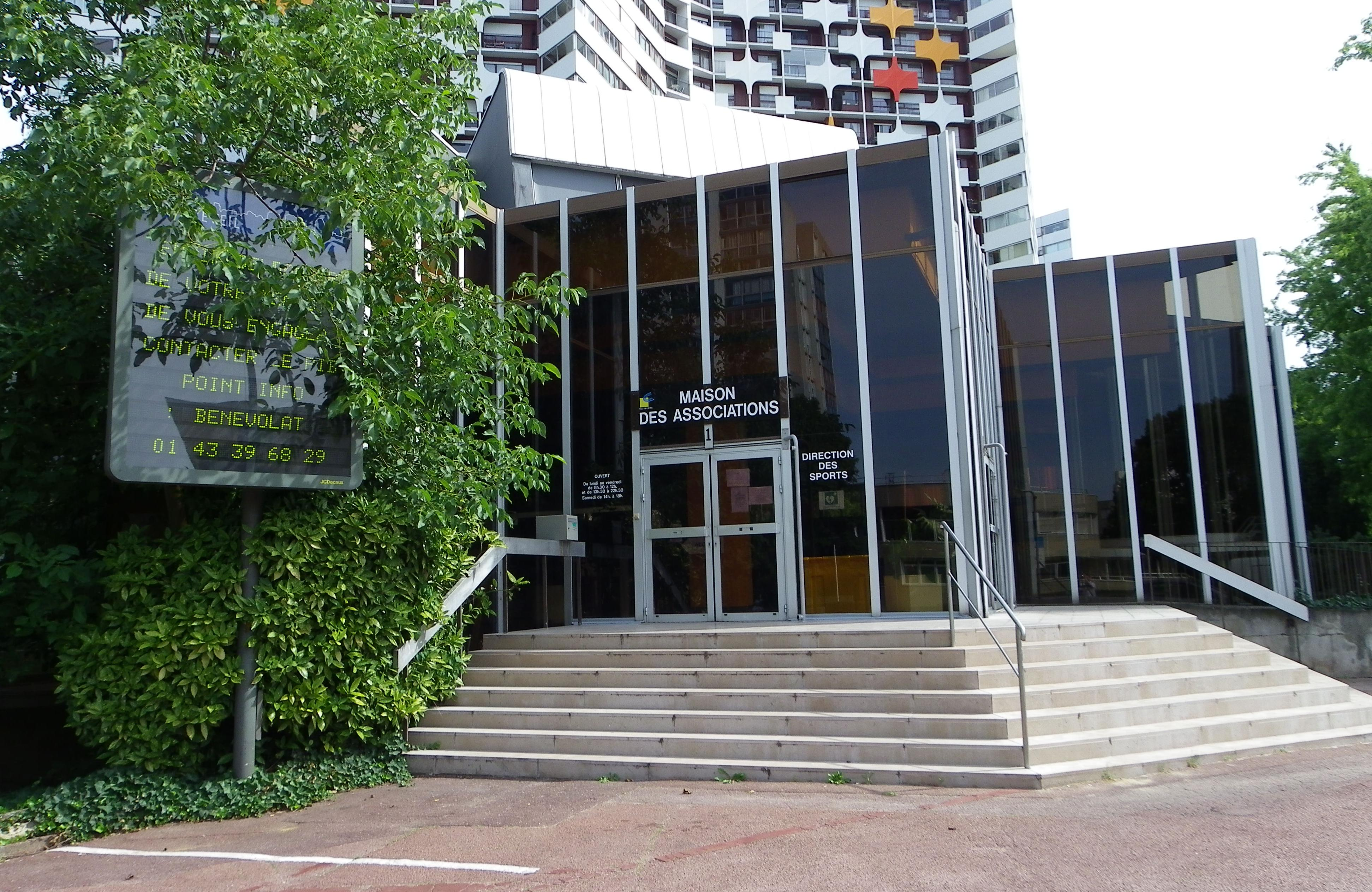
Direction des Sports de la Maison des Associations
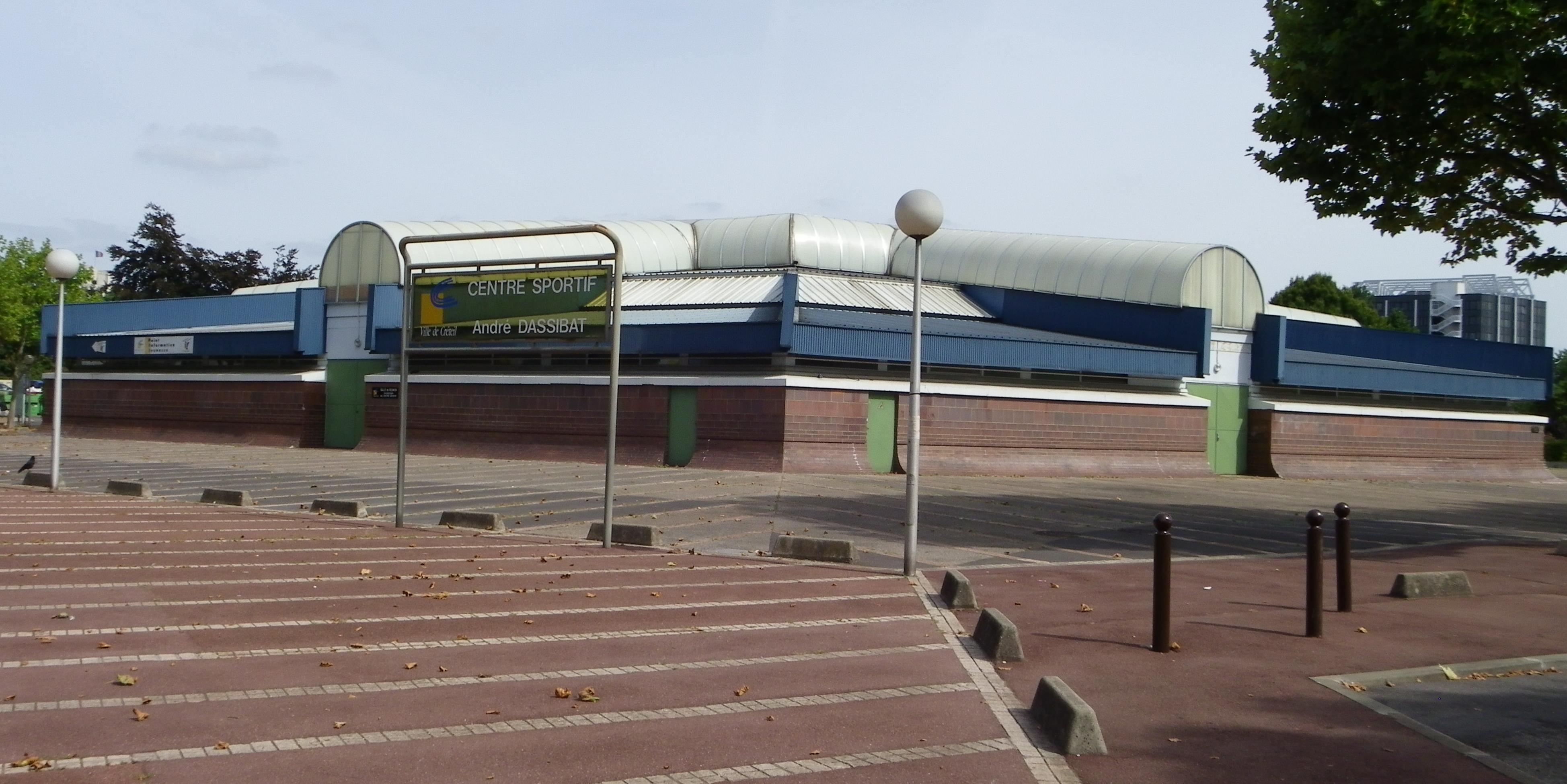
Centre sportif André-Dassibat

### Médias
Outre les panneaux d'affichage municipaux, le mensuel gratuit d'informations municipales Vivre ensemble est aujourd’hui le seul média spécifiquement cristolien. Le quotidien Le Parisien consacre chaque jour dans son édition Val-de-Marne plusieurs articles à l'actualité de la ville.
Durant l'Entre-deux-guerres, Créteil disposa de plusieurs titres de presse : Le Journal de Créteil, hebdomadaire républicain fondé en 1935. La Gazette de l'Est, journal républicain indépendant qui couvrait la banlieue Est de Paris est édité de 1914 à 1944. La Petite banlieue rebaptisée La Banlieue de Paris, était un journal républicain couvrant la banlieue Sud-est de Paris. Il paraît de 1884 à 1951.
Après la Seconde Guerre mondiale, Le Républicain du Val-de-Marne est le titre local majeur jusqu’à son arrêt dans les années 1980.
En matière de radio, Créteil FM commence ses émissions dès 1981. Top Tonic achète la fréquence de Créteil FM en 1984. Entre 1984 et 1987, Top Tonic avait ses studios à Créteil. Ce fut la première station française à adopter un format sport et musique.
Aujourd'hui, Radio Alfa, station lusophone, émet depuis Créteil sur l'ensemble de l'Île-de-France. Ses cibles sont les communautés portugaises et brésiliennes de la région. Cette station créée en 1987 émet sur 98,6 MHz.
Pour la télévision, Créteil est en 1973 une des sept villes pionnières en France à être câblées. Depuis 2007, le Câblo-opérateur est NC Numéricable.

### Santé
Au 1er janvier 2006, 27 pharmacies, une soixantaine de dentistes, une soixantaine de médecins généralistes, une dizaine de pédiatres, une demi-douzaine d'ophtalmologistes et de dermatologues constituent notamment la médecine libérale de la ville.
Inauguré le 2 décembre 1969, le CHU Henri-Mondor est un hôpital de l'Assistance publique situé près de la cité des Bleuets. Conçu initialement pour recevoir 1 300 lits, sa capacité d'accueil est en 2006 de 958 lits. Il emploie plus de 3 000 personnes dont plus de 2 600 personnels soignants. Ses dépenses en 2004 étaient de 241 M€.
Inauguré le 3 novembre 1937, l'hôpital intercommunal de Créteil a une capacité d'accueil de 530 lits contre 264 en 1937. La construction de cet établissement fut décidée en 1932 en groupant les communes de Bonneuil-sur-Marne, Créteil et Joinville-le-Pont au sein d'un syndicat intercommunal. Saint-Maur-des-Fossés rejoint ensuite ce syndicat. À l'origine, une partie du personnel hospitalier était des religieuses. En 2004, 38 037 hospitalisations ont été recensées pour 2 551 accouchements et 12 838 interventions chirurgicales. Il compte[Quand ?] environ 2 000 employés pour 1 400 personnels soignants. Le Centre de transfusion sanguine de Créteil dépend de l'Hôpital intercommunal. Ce service traite de 600 à 1 000 demandes par jour.
L'hôpital Albert-Chenevier est un hôpital de l'Assistance Publique d'une capacité d'accueil de 463 lits[Quand ?] dont 118 lits pour le service de psychiatrie.

CHU Henri-Mondor
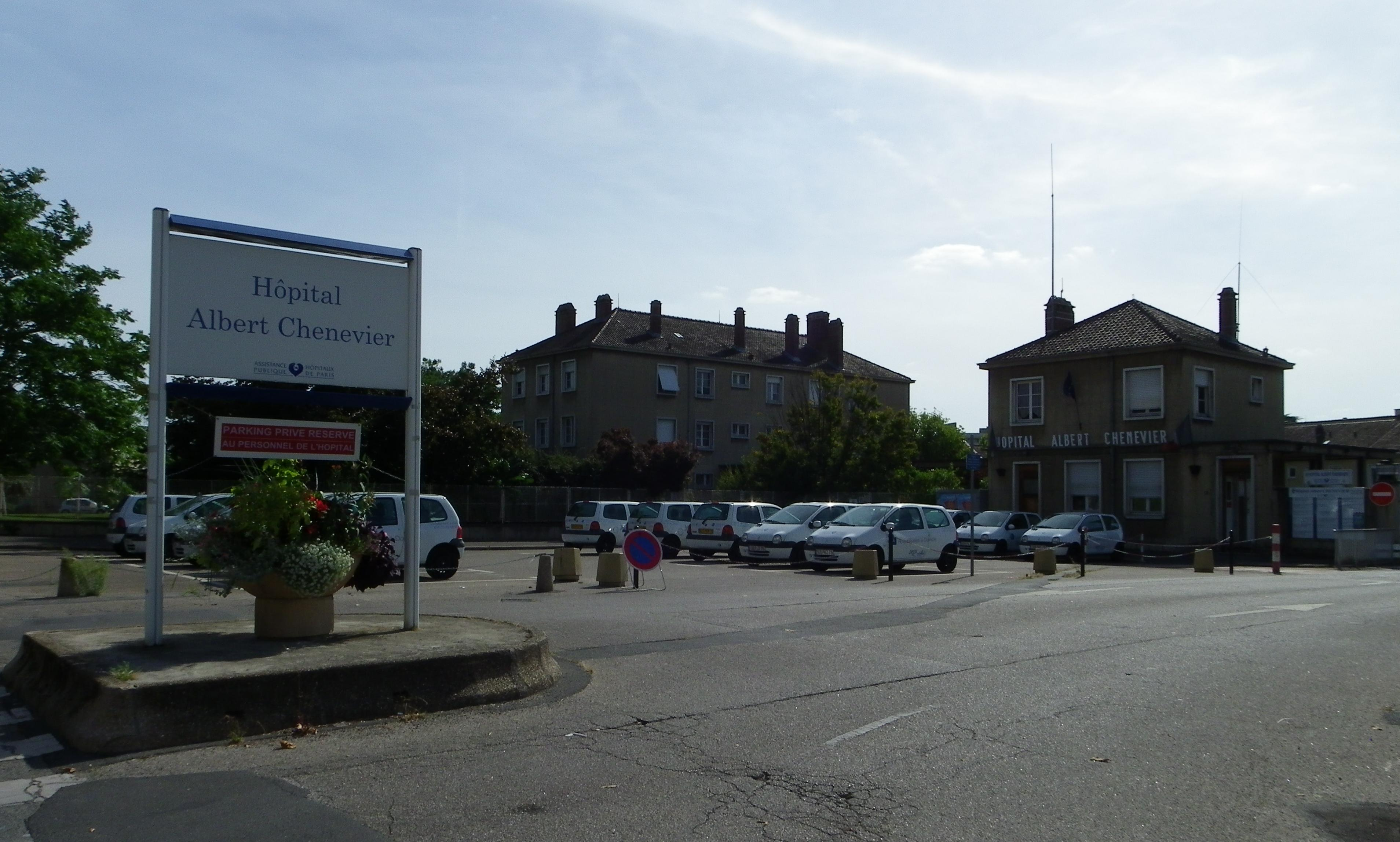
Hôpital Albert-Chenevier

### Cultes

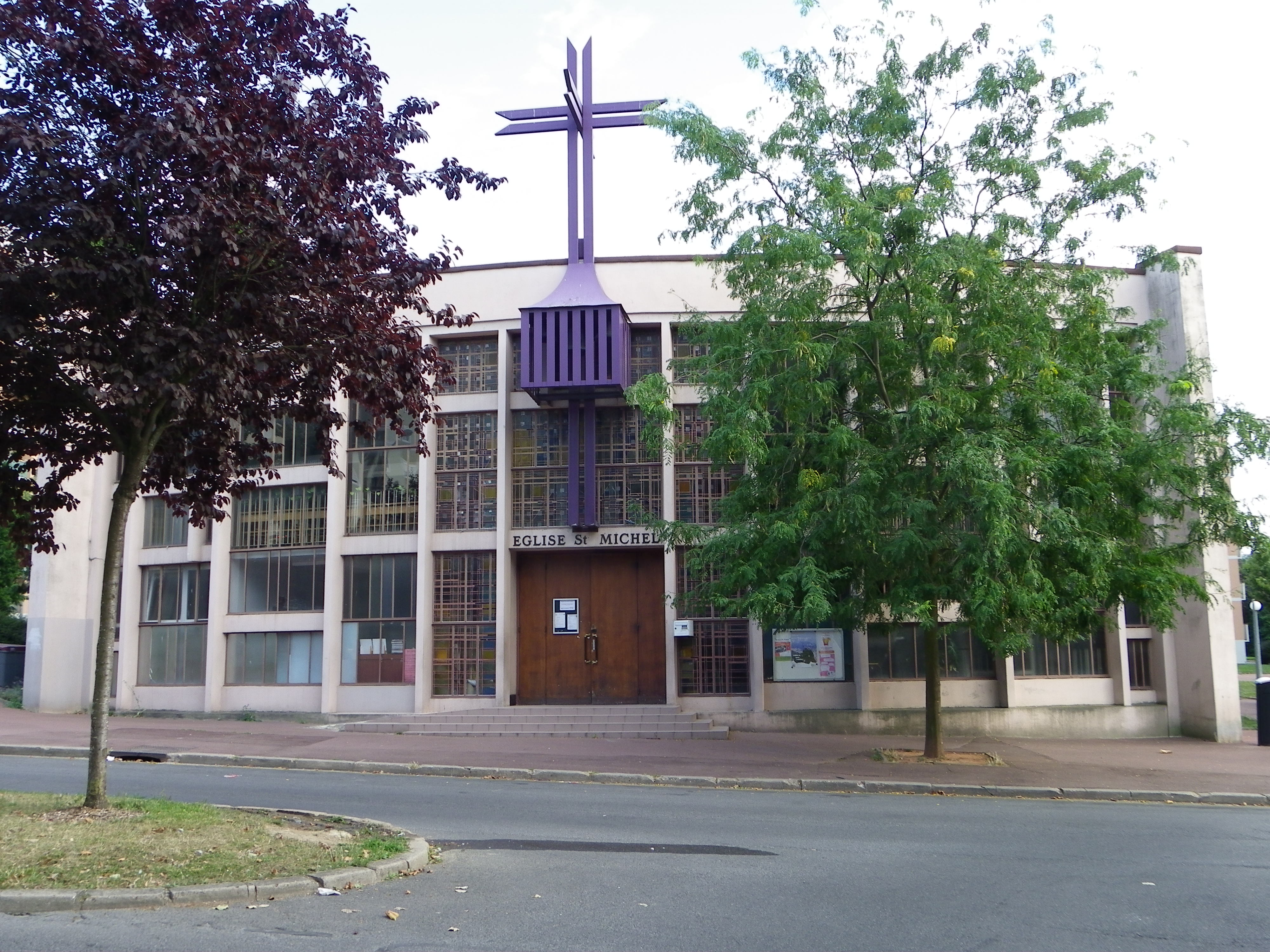
Église Saint-Michel du Mont-Mesly de Créteil.

Les Cristoliens disposent de lieux de culte catholique, israélite, musulman, protestant et bouddhique.

#### Catholicisme
Créteil est le siège du diocèse de Créteil. La cathédrale Notre-Dame de Créteil, se trouve juste à côté de l'Université. Le modeste bâtiment initial a été détruit pour permettre la construction d'un projet plus ambitieux, inauguré le 20 septembre 2015. Outre la cathédrale, on dénombre quatre églises et une chapelle :
- Église Saint-Christophe, place de l'Église.
- Église Saint-Pierre-du-Lac, avenue François-Mitterrand.
- Église Saint-Michel du Mont-Mesly, rue René-Arcos.
- Église Saint-Pascal-Baylon, rue Chéret.
- Chapelle du Carmel Sainte-Thérèse, avenue Ceinture.

Il y a plusieurs communautés religieuses : carmélites, dominicaines, filles du Saint-Esprit, oblates mariales, religieuses de l'Assomption, religieuses Xavières et franciscains.

#### Judaïsme

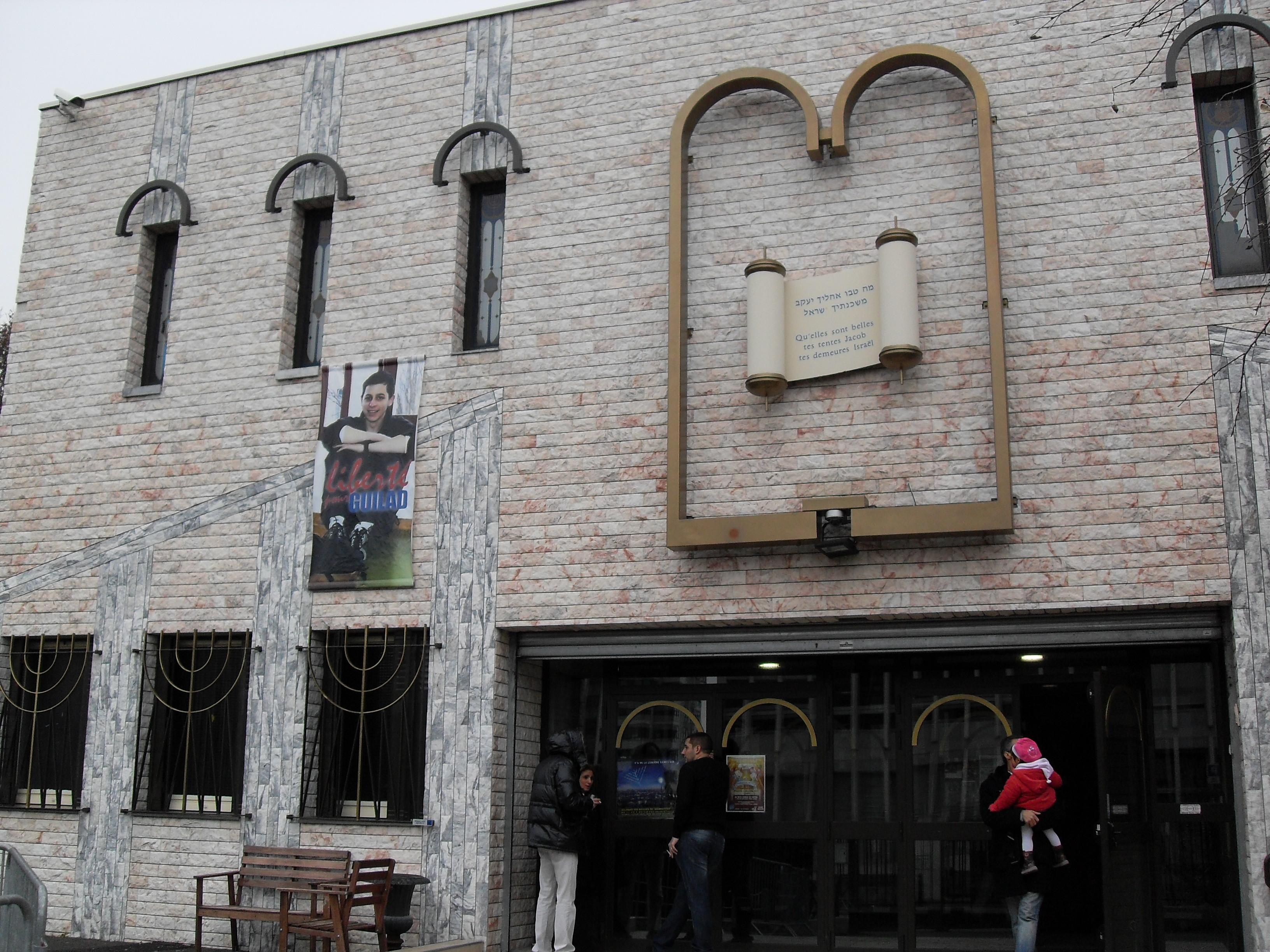
La synagogue

Avec environ 22 000 membres, la communauté juive de Créteil est la plus importante d'Île-de-France. Elle est arrivée surtout à partir des années 1960. Créteil compte donc une synagogue (rue du 8 mai 1945) et dix oratoires dévolus au culte israélite. Le rabbin se nomme Alain Sénior.

#### Islam
La mosquée Sahaba de Créteil a été inaugurée le 18 décembre 2008.
Une salle de prière dédiée au culte musulman, louée à la mairie, est située rue Saussure dans le quartier des Coteaux du sud.

#### Protestantisme
Le culte protestant est représenté avec cinq églises :
- Église chrétienne adventiste du 7e jour, rue Tirard.
- Église évangélique du Parc, place Jean Giraudoux.
- Église protestante évangélique de Créteil, rue Emmanuel Chabrier
- Église protestante Martin Luther King, rue Tirard.
- Église protestante unie de Créteil, rue du Général Leclerc

#### Bouddhisme
L'Association Bouddhique Khmère-Vatt Khemaramam se tient dans les locaux du temple Vatt Khemaramam (rue Saint-Simon), le premier temple cambodgien construit en Europe.

## Économie

### Revenus de la population et fiscalité
En 2010, le revenu fiscal médian par ménage était de 29 966 €, ce qui plaçait Créteil au 14 093e rang parmi les 31 525 communes de plus de 39 ménages en métropole.

### Entreprises

Centre commercial Créteil Soleil.

#### Histoire économique
Des ateliers monétaires sont signalés au port de Créteil dès l'époque mérovingienne. C'est toutefois l'agriculture qui domine avec une forte proportion de vignobles, notamment sur les coteaux du Mont-Mesly. On recense ainsi 36 vignerons en 1745. Le vignoble est détruit lors de la guerre franco-prussienne de 1870 et partiellement replanté. La filature installe des usines à Créteil dès le début du XIXe siècle tandis que les carrières, exploitées de longue date, donnent leur meilleur rendement à partir des années 1820. Deux types de carrières sont exploités : pierre et plâtre. L'albâtre est particulièrement exploité à partir de la fin des années 1850. La ville abrite désormais une délégation de la Chambre de commerce et d'industrie de Paris.

#### Zones d'activités économiques
La ville dispose de 4 zones d'activités principales : Les Petites haies, Les Bouvets, Europarc et L'Échat. Nombreux sièges sociaux d'entreprises générant de solides recettes fiscales locales. L'ancien siège social de Pernod, puis de Pernod Ricard dont le bâtiment a la forme d'une pyramide inversée se trouvait dans la zone des Petites haies, aujourd'hui possession de Dericehbourg depuis 2019. La nouvelle zone d'activités est celle d'Europarc, principalement dédiée aux secteurs technologiques. Plus de 4 000 entreprises proposent à Créteil 48 000 emplois dont la moitié dans le secteur public. Le taux de chômage atteint 8,6 % en 2004 contre 6,5 % en 2001 soit plus d'un point de moins que la moyenne nationale, 9,9 % en 2004.
| Nom                           | Activité               | Chiffre d'affaires |
| ----------------------------- | ---------------------- | ------------------ |
| Système U                     | Grande distribution    | 11 649 000 000 €   |
| Phoenix Pharma                | Pharmacie              | 593 448 000 €      |
| Valeo équipements électriques | Équipements automobile | 592 217 000 €      |
| Valeo électronique            | Équipements automobile | 337 375 000 €      |
| Valeo sécurité habitacle      | Équipements automobile | 268 605 000 €      |
| NRG France                    | Reprographie           | 167 414 000 €      |

#### Syndicats

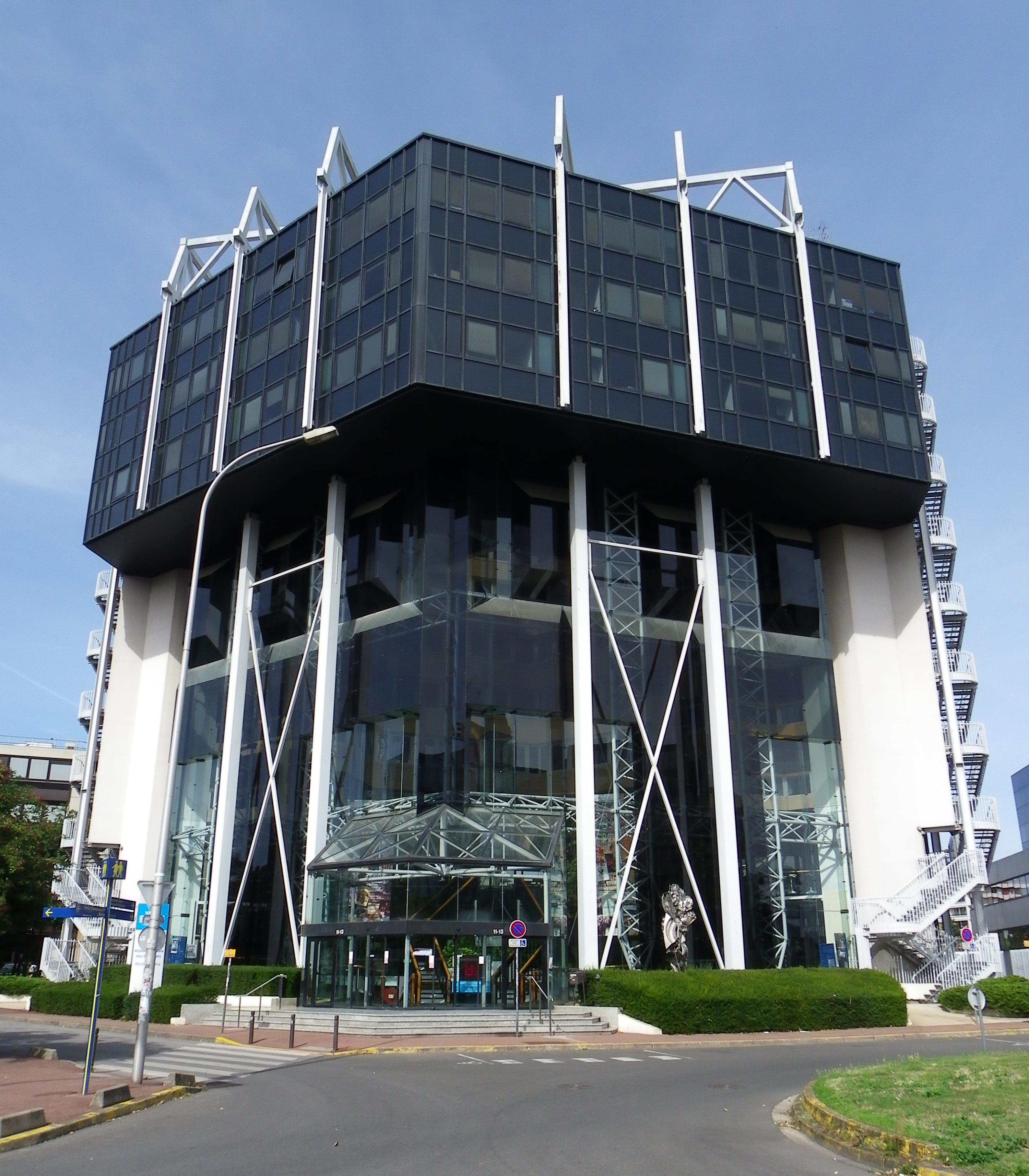
Maison départementale des syndicats Michel-Germa à Créteil.

Inaugurée en 1987, la Maison départementale des syndicats Michel Germa accueille huit organisations syndicales (CGT, CFDT, FO, FSU, CFTC, CFE-CGC, Union syndicale Solidaires et UNSA). Défini comme un lieu à la fois de réflexion et de travail, ce lieu unique permet aux syndicats de proposer des permanences juridiques et d'offrir des renseignements aux salariés du Val-de-Marne.

### Commerces
Trois zones commerciales principales. Le centre commercial Créteil Soleil qui propose 124 100 m² de boutiques pour 5 300 places de stationnement et plus de 25 millions de visiteurs par an. Créteil Soleil a ouvert ses portes le 10 septembre 1974. Le Carrefour Pompadour, fameux pour ses bouchons routiers, regroupe également des enseignes désormais si typiques du paysage banlieusard. Le vieux village avec son commerce traditionnel. N'oublions pas les marchés et les zones commerciales de quartier (la zone du port, l'Échat, le Palais (6 000 m²) et le centre Kennedy et celui de l'Abbaye (8 500 m²) au Mont-Mesly, notamment). La ville a procédé au rachat de certains de ces centres (Palais et l'Échat) et les a entièrement rénovés entre 2004 et 2006.

### Tourisme
Créteil compte cinq hôtels : Le Novotel du lac de Créteil (110 chambres), l'Euro-Hôtel d'Europarc (96 chambres), l'hôtel Campanile du chemin de Mesly (72 chambres), l'hôtel Ibis de la Basse Quinte (84 chambres) et l'hôtel Kyriad de la rue des Archives (51 chambres). Le Novotel et l'Euro-Hôtel sont des établissements trois étoiles tandis que les trois autres sont des deux étoiles. Créteil abrite en outre plus de cinquante restaurants. Le principal équipement touristique de la ville est cependant l'île de loisirs de Créteil.
Créteil affiche aujourd’hui sa volonté de mériter le label de station de tourisme. Nombre d'aménagements sont nécessaires, mais le conseil municipal qui a approuvé le 28 juin 2004 le projet de demande de classement, apparaît prêt à y procéder.

## Culture locale et patrimoine

### Lieux et monuments
Une sculpture de Marthe Baumel-Schwenck, La femme assise, se trouve à proximité de la MJC du Mont Mesly au croisement des rues Juliette-Savar et René-Arcos.

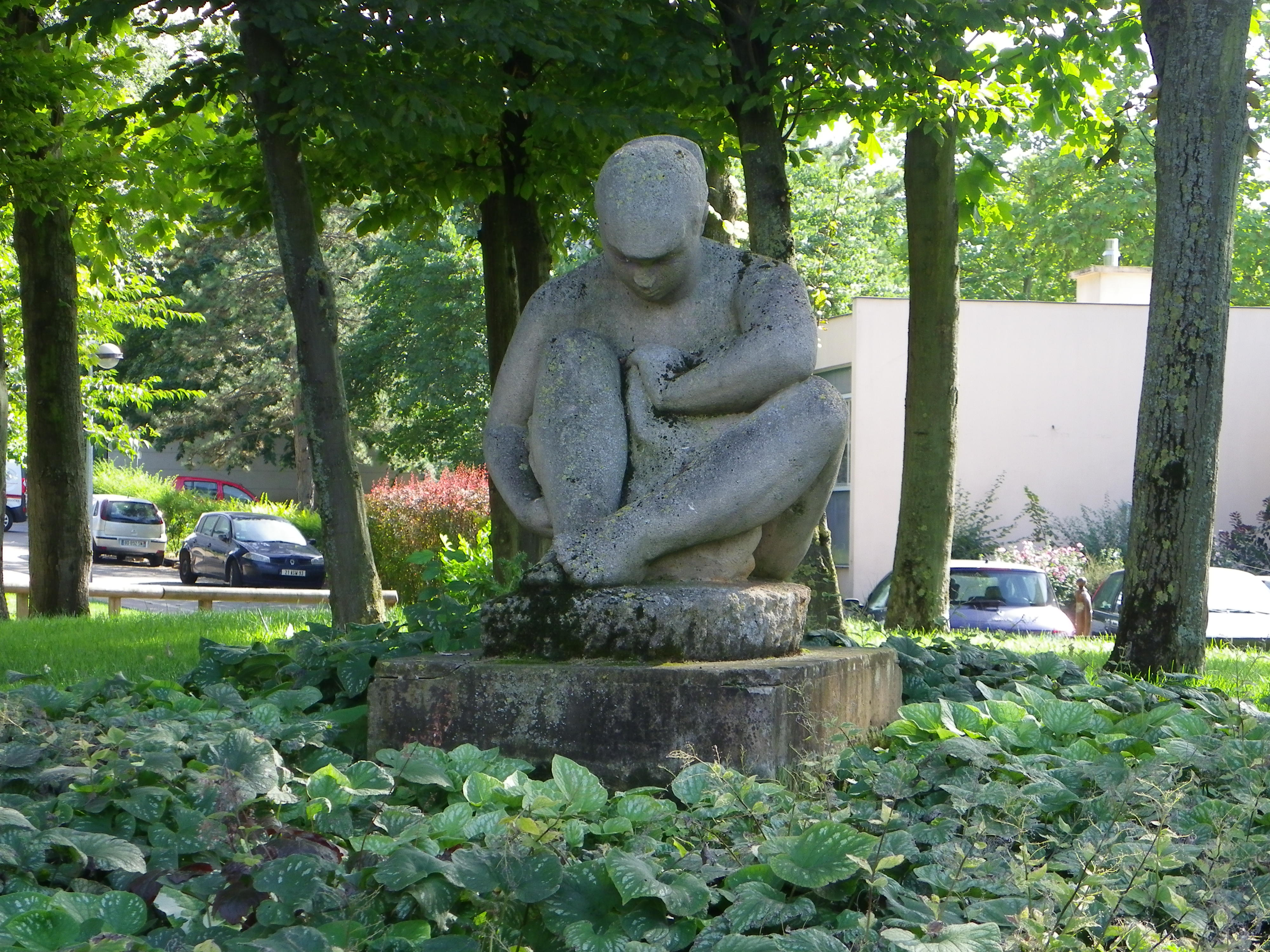
Sculpture La femme assise de Marthe Baumel-Schwenck à Créteil.
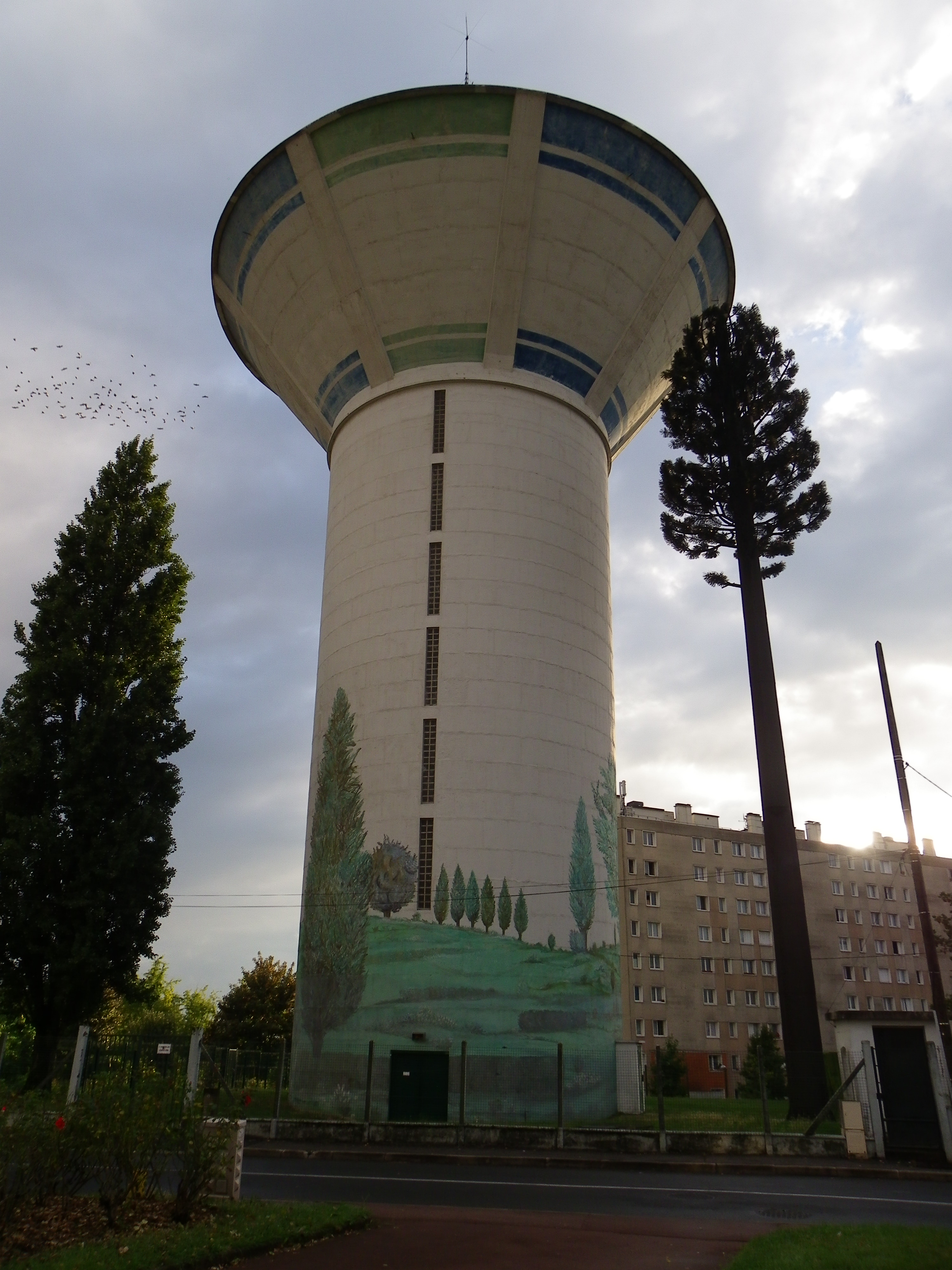
Château d'eau de Créteil, rue Juliette-Savar.

### Patrimoine architectural

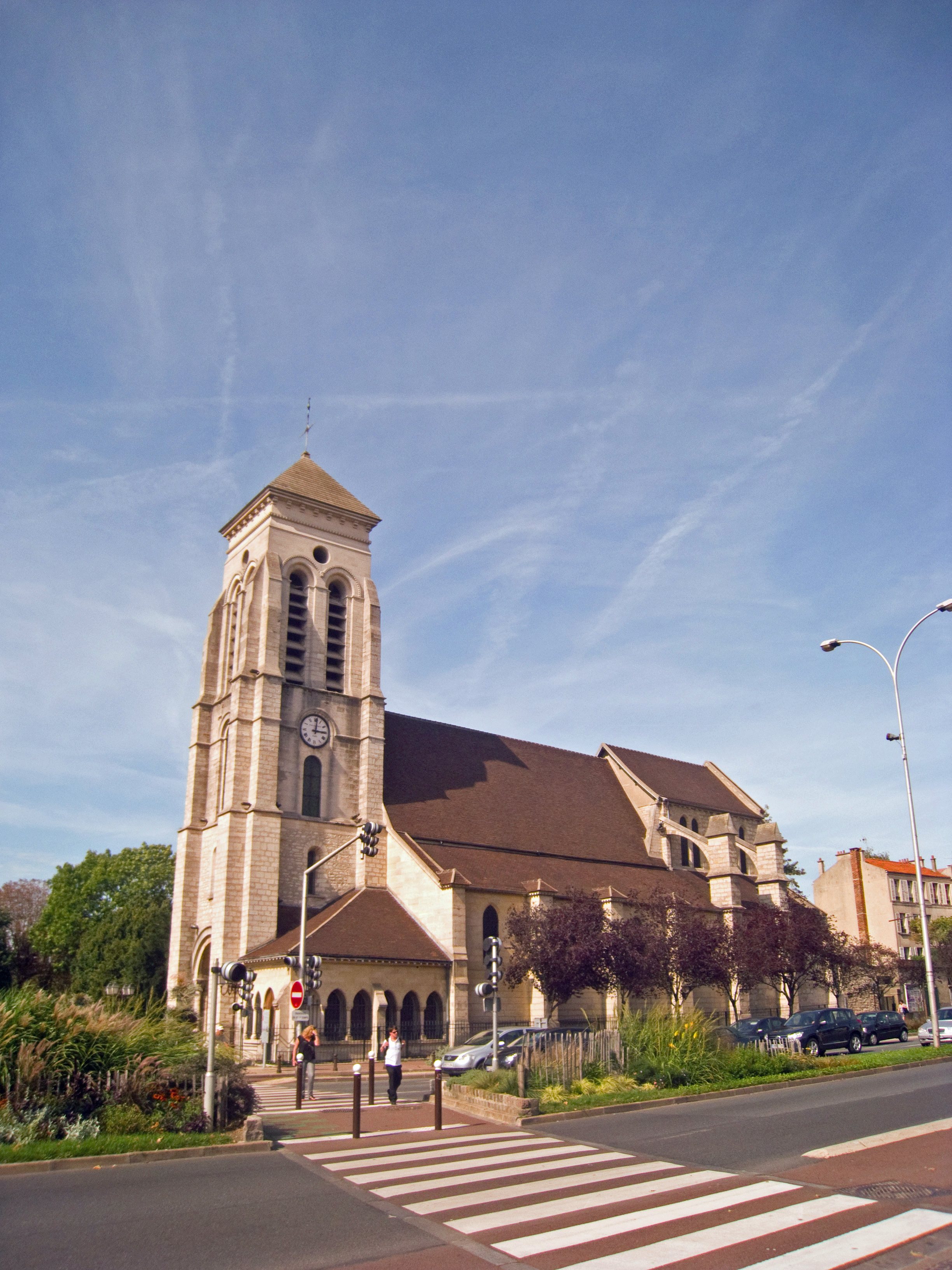
Vue de l'église Saint-Christophe.

- L'église Saint-Christophe présente une crypte du VIIIe siècle, style ogival des XIIe siècle et XIIIe siècle. Son clocher fortifié, haut de 30 m, date du XIe siècle. Le reste de l'édifice est plus récent et associe d'ailleurs des éléments romans et gothiques. La nef du XIIIe siècle englobe la crypte du VIIIe siècle contenant les reliques de saint Agoard et saint Agilbert dans le coin nord.

On trouve en fait trois nefs séparées par quatre colonnes en délit qui déterminent neuf travées identiques voûtées d'arêtes. Cette église est classée monument historique depuis 1928. De nombreuses fouilles archéologiques furent menées autour de l'église, mettant au jour notamment des sarcophages mérovingiens et des sépultures remontant peut-être au IVe siècle.
Les vitraux néogothiques du chevet datent de 1854 : les trois verrières retracent la vie du Christ. Le vitrail de la chapelle septentrionale est consacré à la Vierge et celui de la chapelle du Sud à sainte Geneviève. Les autres ouvertures sont garnies de grisailles datant de la fin du XIXe siècle. Les cloches sont au nombre de trois : Joséphine Élisabeth (plus de 2 500 livres) refondue en 1867, Marie (moins de 200 livres) offerte en 1552 à la chapelle Notre-Dame-des-Mèches et rapportée à l'église lors de la Révolution, et la cloche des Martyrs (800 livres) installée en 1992.
- Le polissoir néolithique, découvert au début du XXe siècle, désigne un bloc de plus de deux tonnes de grès qui était destiné à l'affûtage des pierres. Il date d'environ 5000 av. J.-C.

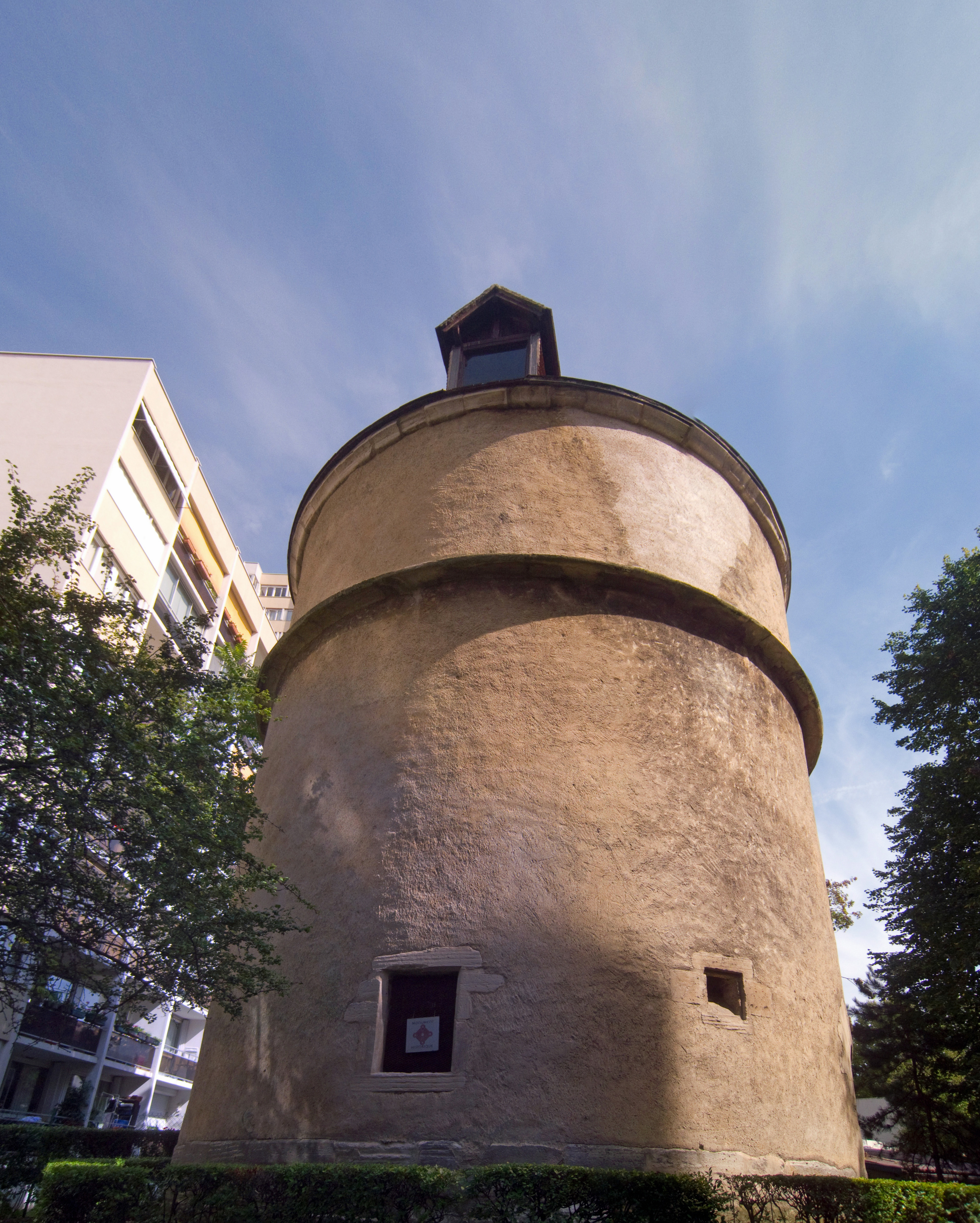
Le colombier de Créteil.

- Le colombier, classé monument historique depuis 1972, est le plus grand colombier d'Île-de-France. Il peut accueillir 1 500 couples de pigeons. Ce bâtiment du XIVe siècle fut déplacé de 45 m vers le sud en 1971 afin de permettre la création d'un quartier. Une peinture d’Émile Diffloth le représente (1925).
- Le château des Mèches est une grande villa de style italien construite vers 1863 au milieu du parc Dupeyroux. C'est l'actuelle résidence du préfet.
- Le monument à la Résistance et à la Déportation a été érigé par le conseil général du Val-de-Marne le 10 mai 1974. Communément surnommé « l'œuf » en raison de sa forme d'œuf cassé symbolisant la Terre éclatée, il est situé aux abords de la préfecture.

L'architecture contemporaine tient une place prédominante dans la ville, avec des réalisations emblématiques telles la préfecture, la mairie, le palais de justice, la maison des arts et de la culture, le siège social de Pernod Ricard, les fameux « choux » ou encore les archives départementales.
Les principales zones de promenade sont les rives du lac de Créteil, les bords de Marne et la zone piétonnière du vieux village. Créteil dispose de 180 hectares d'espaces verts publics.

#### Cimetière
Le cimetière communal, ouvert en 1822, comprend quelques éléments remarquables dont la fameuse porte monumentale de l'ancienne prison du Cherche-Midi (Paris), reconstruite près de l'esplanade du Souvenir en 1982. Parmi les personnalités enterrées dans le cimetière, on notera :
- Georgina Charlotte Harriet Smythe (1812-1867), duchesse de La Force (qui acheta le domaine des Mèches)
- Le général François Gédéon Bailly de Monthion (1776-1850)
- Le général Pierre Billotte (1906-1992)
- Antoine Bord (1814-1888), facteur de pianos
- Tony d'Arpa (1941-2002), guitariste des Chaussettes noires, groupe fondé à Créteil
- Camille Legrand dit Dartois (1838-1917) qui créa avec Nadar et Jules Duruof la compagnie d'aérostiers pendant le siège de Paris de 1870
- Raoul Diagne (1910-2002), joueur et entraîneur de football
- Gabriel Gobin (1903-1998), acteur belge
- Louis Guillaume (1907-1971), écrivain et poète
- Léon Weil (1896-2006), un des derniers poilus de la Première Guerre mondiale.

### Patrimoine naturel
Les espaces verts de la ville couvrent 180 hectares, dont l'île de loisirs de Créteil, avec en son centre le lac, qui occupe une superficie de 59 hectares. L'on peut citer aussi le parc Dupeyroux, le parc de la Brèche, les bords de Marne et les îles fluviales.

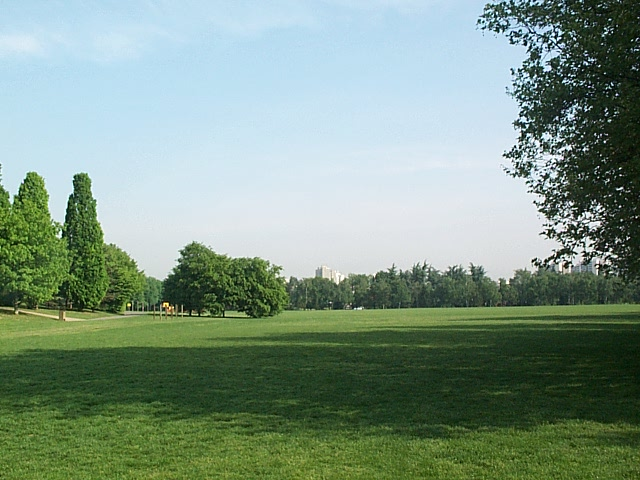
Prairie de l'île de loisirs de Créteil

Créteil fut récompensé par un Grand prix national des villes fleuries saluant ainsi l'omniprésence végétale dans la ville.

### Patrimoine culturel et artistique

#### Lieux culturels
- L'Abbaye de Créteil (1906-1908)[84].
- La Maison des arts et de la culture de Créteil « André Malraux » qui propose un programme ouvert sur toutes formes de créations, inaugurée en 1976[85].
- Les théâtres Casalis et des Coteaux-du-Sud.
- Les cinémas UGC Ciné Cité Créteil, les Cinémas du Palais et La Lucarne.
- Les salles des fêtes Georges Duhamel et Jean Cocteau.
- Les MJC de quartier.
- Le Palais des sports Robert-Oubron.
- Le Centre chorégraphique national.
- L'École nationale de musique, de danse et d’art dramatique Marcel Dadi.
- Les médiathèques de l’Abbaye « Nelson Mandela » (inaugurée en 2014)[86], de la Croix-des-Mèches, des Bleuets et du Relais Village.
- La Maison du Handball (inaugurée le 9 janvier 2019 par le président de la République), au cœur du parc des sports Dominique Duvauchelle.

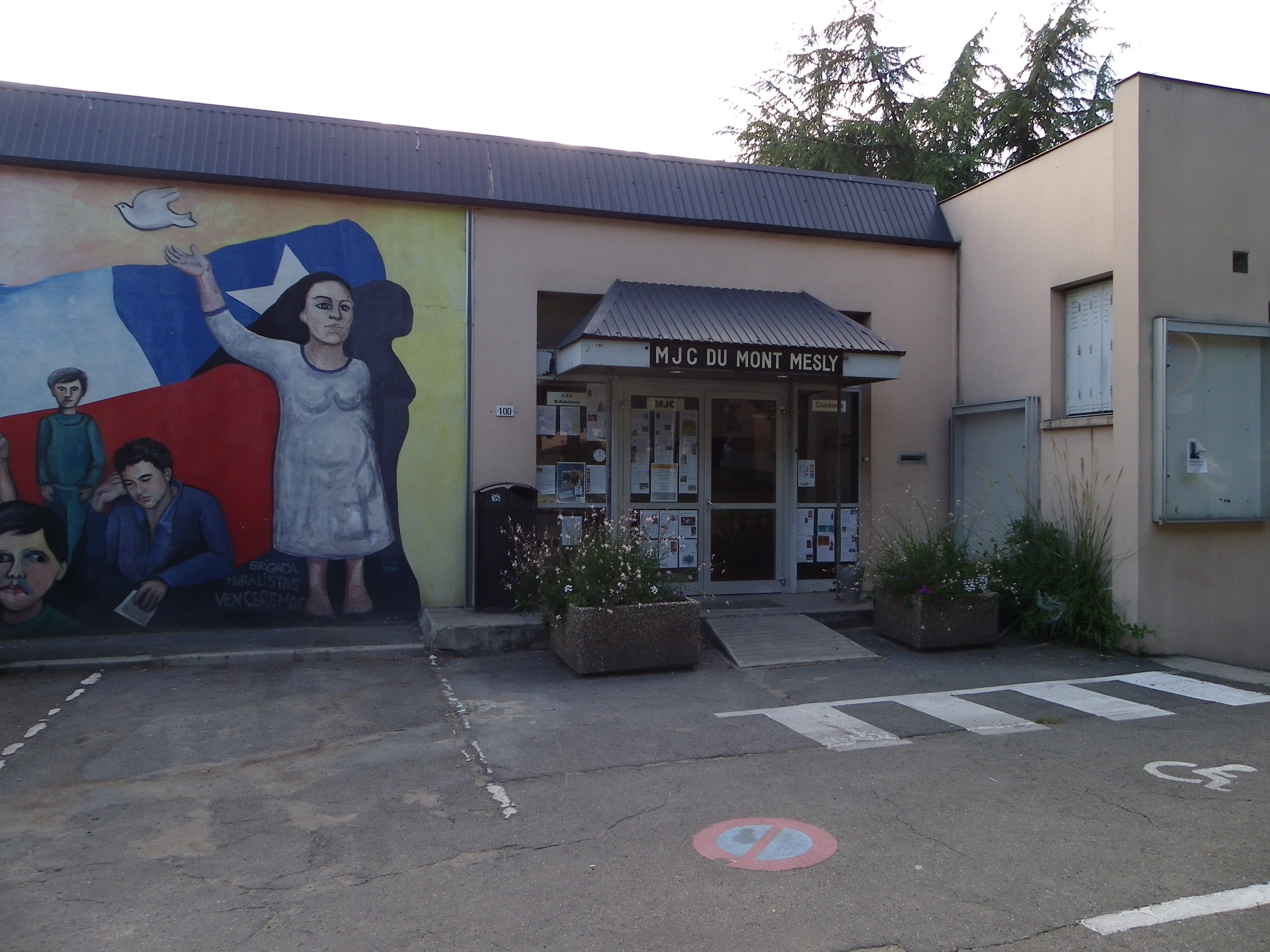
MJC du Mont-Mesly.
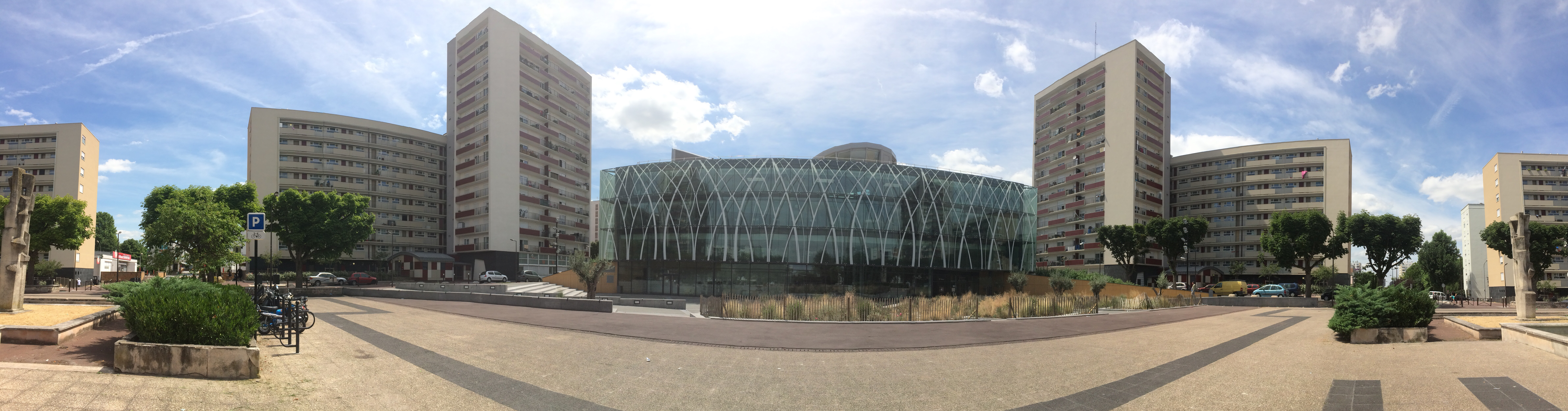
Médiathèque Nelson Mandela.

### Créteil dans les arts

#### Créteil dans la littérature
- Le Port de Créteil (1843) de Frédéric Soulié, lire sur Gallica
- « Choses écrites à Créteil » in Les chansons des rues et des bois de Victor Hugo (1866), Lire sur Gallica
- La Province de Paris. Amourette et Marie (1889) de Paul Féval, Lire sur Gallica
- Les instantanés, croquis et impressions de voyage d'un métromane (1902) de L. D. Bessières, Lire sur Gallica, page 70
- Le Désert de Bièvres (1937) de Georges Duhamel
- Lac (1989) de Jean Echenoz
- My Love Supreme (2001) de Philippe Di Folco
- Terminus plage de Boisvinet (2005) de Jean-Luc Manet
- Le Tibet sans peine (2008) de Pierre Jourde

#### Créteil dans la peinture
- Le Moulin neuf ou Moulin d'aval, dessin d'Ernest Breton (1812-1875), Cabinet des estampes (BNF)
- Les Lavandières de Créteil (1846), dessin de Charles Ransonnette, Cabinet des estampes (BNF)
- Le Pont sur la Marne à Créteil (1888) de Paul Cézanne, Musée Pouchkine (Moscou)
- La Carrière de Mr. Lefebvre à Créteil (1897) d'Emmanuel Zamor, musée Afro Brasil (São Paulo).
- La Rue de Paris et la Place de l’église ; La Plaine maraîchère ; Le Défrichage ; Baignade en bord de Marne (1898) par Eugène Martial Simas (Maison du Combattant)
- L’Église et la Place (1907) par Albert Gleizes
- L'Abbaye de Créteil (1907) dessin de Berthold Mahn
- Le Colombier de Créteil (1925), par Émile Diffloth
- Fresques de la maternelle Victor Hugo (c. 1936), par Henri Thiriet

#### Créteil au cinéma et à la télévision
- Du mou dans la gâchette est un film (1967) de Louis Grospierre dont des scènes sont tournées au Mont-Mesly.
- La Ville bidon est un film (1973) de Jacques Baratier dont l'introduction est filmée aux Choux.
- France, société anonyme est un film (1974) d'Alain Corneau, tourné à Créteil[87].
- La Dernière Femme est un film (1976) de Marco Ferreri dont l'action se passe à Créteil.
- L'aile ou la Cuisse est un film (1976) de Claude Zidi dont certaines scènes de la fin ont été tournées à Créteil
- Buffet froid est un film (1979) de Bertrand Blier dont les scènes urbaines furent tournées à Créteil, dans les immeubles des Philippines.
- Série noire est un film (1979) d'Alain Corneau en partie tourné à Créteil.
- Dickie Roi est un feuilleton en 6 épisodes (1981) diffusé sur TF1 adapté du roman de Françoise Mallet-Joris. Des scènes de concert ont été tournées sous un chapiteau installé rue Jean Gabin.
- Le Môme est un film (1986) d’Alain Corneau dont les scènes du début, le long du parking sont tournées à Créteil avenue de la brèche et rue du général de Larminat. Des scènes seront également tournées devant le Novotel du lac.
- La fausse publicité Toniglendyl (1988) réalisée par Les Nuls avec Alain Chabat et Jean Marie Bigard est tournée à la base de voile au bord du lac.
- On peut toujours rêver est un film (1991) de Pierre Richard tourné à Créteil[87].
- La Sévillane est un film (1992) de Jean-Philippe Toussaint dont certaines scènes sont tournées à Créteil.
- Les Deux Papas et la Maman est un film (1996) de Jean-Marc Longval et Smaïn, tourné à Créteil[87].
- Go Fast est un film (2008) de Olivier Van Hoofstadt dont des scènes se situent au centre commercial Créteil Soleil.
- La Première Étoile est un film (2009) de Lucien Jean-Baptiste dont des scènes furent tournées à Créteil.
- Tellement proches est un film (2009) de Olivier Nakache et Éric Toledano, tourné en partie à Créteil.
- Mohamed Dubois est un film (2012) de Ernesto Oña, tourné en partie à Créteil.
- Les Héritiers est un film (2014) de Marie-Castille Mention-Schaar, racontant l'histoire d'une classe de seconde du Lycée Léon Blum, à Créteil.
- Une famille à louer est un film (2015) de Jean-Pierre Améris, tourné en partie à Créteil (scène du pique-nique aux abords du lac).
- Le ciel attendra est un film (2016) de Marie-Castille Mention-Schaar, dont l'une des protagonistes est scolarisée et vit à Créteil.
- Sales Gosses est un film (2017) de Frédéric Quiring, dans lequel l'un des protagonistes cite Créteil.
- Mauvaises Herbes est un film (2018) de Kheiron dont certaines scènes se déroulent dans le parking du centre commercial Créteil Soleil.
- Dérapages est une mini-série TV Arte (2020) de Ziad Doueiri dont certaines scènes se déroulent dans le Quartier du Palais de justice et montrent les Choux (Créteil).
- Comme des reines est un téléfilm de France Télévisions (2022) de Marion Vernoux dont certaines scènes se déroulent au lac de Créteil.

#### Créteil dans la chanson
- Ma Môme (1960) de Jean Ferrat et Pierre Frachet
- « Les Petits Chanteurs de Créteil », chorale d'enfants fondée par Maurice Dhelin (1965-1973)[88]
- L'Aventurier (1969) de Jacques Dutronc, paroles de Jacques Lanzmann
- On me recherche (1970) de Johnny Hallyday
- C'est mon dernier bal (1979) de Renaud
- Y'a cinquante gosses dans l'escalier (1981) de Pierre Perret
- Porte-parole (2008) de Pejmaxx
- Jean de France (2012) de Didier Barbelivien
- Beaulieue (2018) d'Eddy de Pretto rend hommage à la ville natale du chanteur[89].
- Créteil Soleil (2021) d'Eddy de Pretto

#### Créteil dans les clips musicaux
- Nirvana (1996) de Doc Gynéco, titre de l'album Première consultation est tourné à Créteil et donne une grande importance à son architecture (quartier du Palais, notamment).
- Can't Keep Checking My Phone (2015), de Unknown Mortal Orchestra, titre de l'album Multi-Love est tourné aux Choux (Créteil)[90].
- Cheh Mouah (2016) de TRZ, est tourné en partie sur le parvis devant la Médiathèque de l'Abbaye - Nelson Mandela[91].
- All Alone (2016) d'Exotic Toy, tourné sur le parking du centre commercial Créteil-Soleil[92].
- Vida Loca (2016) de S&B (feat Macro), tourné sur les bords du lac de Créteil[93].
- Parie qu'on s'aime encore (2024) de Calogero[94], tourné dans le « vieux Créteil ».

### Personnalités liées à la commune
|  | |  | |  |
|  | Natifs de Créteil - Richard Boucher (1932-2017), footballeur international français. - Michel Bounan (1942), médecin et essayiste. - Pierre Trentin (1944), coureur cycliste. - Sheila (1945), chanteuse. - Hawa Djabali (1949), écrivaine, dramaturge et scénariste algérienne. - Pierre Jourde (1955), écrivain. - Thierry Binisti (1964), réalisateur. - Estelle-Sarah Bulle (1974), romancière. - Sammy Traoré (1976), footballeur international malien. - Sylviane Félix (1977), athlète. - Marc Raquil (1977), athlète. - Chris Macari (1980), réalisateur et producteur français de clips musicaux. - Laëtitia Tonazzi (1981), footballeuse internationale française qui joue actuellement pour le Montpellier HSC et en équipe de France de football. - Jérémy Chatelain (1984), chanteur français. - Miss Sin (1985), chanteuse. - Richard Soumah (1986), footballeur international guinéen. - Mathieu Bastareaud (1988), joueur de rugby. - Eddy de Pretto (1993), auteur-compositeur-interprète et acteur. - Moha La Squale (1995), rappeur français. - Dan-Axel Zagadou (1999), footballeur français. Décédés à Créteil - Emmanuel Zamor (1840-1919), peintre et auteur-compositeur français d'origine brésilienne, décédé quai du Halage. - Louise Desbordes (1848-1926), artiste peintre. - Henri Thiriet (1873-1946), affichiste et illustrateur. - André Malraux (1901-1976), écrivain, aventurier et homme politique - René Brantonne (1903-1979), illustrateur spécialisé dans la science-fiction - Pierre Seghers (1906-1987), poète et éditeur - Abdelkader Meksa (1954-1988), chanteur algérien mort dans un accident de la route à Créteil - Edouard Lizop (1917-1995), militant catholique français. - Jean Constantin (1923-1997), auteur-compositeur-interprète de chansons françaises. - Jacqueline Delubac (1907-1997), actrice - Raymonde Viguier (1914-1999) dite Notti-Pagès, mezzo-soprano à l'Opéra et l'Opéra-Comique - Charles Trenet (1913-2001), chanteur - Joffre Dumazedier (1915-2001), sociologue - Raoul Diagne (1910-2002), footballeur (résidant cristolien de longue date) - Robert Barcia (1928-2009), homme politique, cofondateur de Lutte ouvrière - Jacques Bénet (1915-2009), ancien résistant et haut fonctionnaire - Claude Delarue (1944-2011), écrivain et éditeur français d'origine suisse |  | Sportifs de l'US Créteil - Robert Oubron (1913 - † 1989), coureur cycliste - Daniel Morelon (1944), coureur cycliste - Laurent Fignon (1960 - † 2010), coureur cycliste - Pascal Mahé (1963), handballeur - Stéphane Caristan (1964), athlète - Joël Abati (1970), handballeur - Guéric Kervadec (1972), handballeur - Grégory Baugé (1985), coureur cycliste - Cindy Billaud (1986), athlète - Émilie Le Pennec (1987), gymnaste - Thomas Martinot-Lagarde (1988), athlète - Hugo Descat (1992), handballeur - Adrien Rabiot (1995), footballeur actuellement à la Juventus - Nedim Remili (1995), handballeur - Autres résidents cristoliens - Albert Gleizes (1881-1953), artiste peintre - René Arcos (1881-1959), écrivain et poète - Charles Vildrac (1882-1971), poète - Georges Duhamel (1884-1966), écrivain et poète - Pierre Billotte (1906-1992), général d'armée et homme politique français - Marguerite Fabre (1920-2005), résistante et militante communiste - Louis Guillaume (1907-1971), enseignant et écrivain - François Leclère (1950-2015), compositeur - Marcel Dadi (1951-1996), guitariste - Dominique Duvauchelle (1952-1982), journaliste sportif - Pascal of Bollywood (1963), chanteur - Philippe Di Folco (1964), écrivain et scénariste - Antoine Pelissolo (1966), psychiatre chef de service à Henri-Mondor, et homme politique - Xavier Niel (1967), homme d'affaires. - Harry Roselmack (1973), présentateur télé - Assia (1973), chanteuse - Youssoupha (1979), rappeur - Morgan Simon (1987), réalisateur |  |

### Héraldique, logotype et devise
|  | Les armes de la commune de Créteil se blasonnent ainsi : D'azur à la fasce ondée d'argent, accompagnée en chef d'une croisette potencée d'or et en pointe d'une grappe de raisin tigée et feuillée du même. Sa devise est : Labore fideque, ce qui signifie « Par le travail et par la foi ». |